# Liste der Biografien/Franc
Liste der Biografien |
Portal Biografien |
Personensuche
# |
A |
B |
C |
D |
E |
F |
G |
H |
I |
J |
K |
L |
M |
N |
O |
P |
Q |
R |
S |
T |
U |
V |
W |
X |
Y |
Z |
?
 
Fa |
Fe |
Ff |
Fh |
Fi |
Fj |
Fk |
Fl |
Fm |
Fn |
Fo |
Fr |
Ft |
Fu |
Fy
 
Fra |
Frc |
Fre |
Frg |
Fri |
Frk |
Frl |
Fro |
Frr |
Fru |
Fry
 
Fraa |
Frab |
Frac |
Frad |
Frae |
Fraf |
Frag |
Frah |
Frai |
Fraj |
Frak |
Fral |
Fram |
Fran |
Frao |
Frap |
Fraq |
Frar |
Fras |
Frat |
Frau |
Frav |
Fraw |
Fray |
Fraz
 
Frana |
Franc |
Frand |
Frane |
Frang |
Frani |
Franj |
Frank |
Frann |
Frano |
Franq |
Frans |
Frant |
Franu |
Franx |
Franz
Die Liste der Biografien führt alle Personen auf, die in der deutschsprachigen Wikipedia einen Artikel haben. Dieses ist eine Teilliste mit 748 Einträgen von Personen, deren Namen mit den Buchstaben „Franc“ beginnt.

## Franc
- Franc, František Xaver (1838–1910), böhmischer Gärtner und Amateurarchäologe
- Franc, Guillaume († 1570), reformierter Kirchenmusiker
- Franc, Livvi (* 1988), britische Singer-Songwriterin mit barbadischen Wurzeln
- Franc, Olivier (* 1953), französischer Jazzmusiker (Sopransaxophon)
- Franc, Régis (* 1948), französischer Comiczeichner
- Franc, René (1929–2002), französischer Jazz-Klarinettist und Saxophonist
- Franc, Tugomir (1932–1983), jugoslawischer Opernsänger (Bass)
- Franc, Urban (* 1975), slowenischer Skispringer
- Franc-Lamy (1855–1919), französischer Maler und Zeichner
- Franc-Nohain (1872–1934), französischer Schriftsteller und Librettist

### Franca
- França (* 1976), brasilianischer Fußballspieler
- França (* 1991), brasilianischer Fußballspieler
- França Júnior, Joaquim José da (1838–1890), brasilianischer Dramaturg, Maler, Journalist und Rechtsanwalt
- França Pinto de Oliveira, Bento da (1833–1889), portugiesischer Gouverneur von Portugiesisch-Timor
- França, António dos Santos (* 1938), angolanischer Politiker und General
- França, Armando (* 1949), portugiesischer Politiker und MdEP für Portugal
- França, Ary (* 1917), brasilianischer Geograph
- França, Carlos Alberto Franco (* 1964), brasilianischer Diplomat und Außenminister
- Franca, Celia (1921–2007), kanadische Choreographin, Balletttänzerin und -lehrerin
- França, Cícero Alves de (* 1975), brasilianischer römisch-katholischer Geistlicher, Weihbischof in São Paulo
- França, Gabriel Costa (* 1995), brasilianischer Fußballspieler
- França, Larissa (* 1982), brasilianische Beachvolleyballspielerin
- Franca, Leonel (1893–1948), brasilianischer römisch-katholischer Geistlicher
- França, Lucas (* 1996), brasilianischer Fußballspieler
- França, Luciana (* 1977), brasilianische Hürdenläuferin
- França, Severino Batista de (* 1952), brasilianischer Ordensgeistlicher und emeritierter römisch-katholischer Bischof von Nazaré
- Français, François (1768–1810), französischer Mathematiker
- Français, Jacques (1775–1833), französischer Mathematiker
- Français, Jacques (1923–2004), französischer Geigenbauer und -experte
- Français, Louis (1814–1897), französischer Maler
- Français, Olivier (* 1955), Schweizer Politiker
- Français, Rémi (* 1989), Schweizer Skispringer
- Françaix, Jean (1912–1997), französischer Komponist und Pianist
- Françaix, Michel (* 1943), französischer Politiker (PS)
- Francastel, Pierre (1900–1970), französischer Kunsthistoriker und Hochschullehrer
- Francati, Emilie (* 1997), dänische Tennisspielerin

### France
- France, Alfredo (1895–1938), chilenischer Fußballspieler
- France, Anatole (1844–1924), französischer SchriftstellerAnatole France (1844–1924)

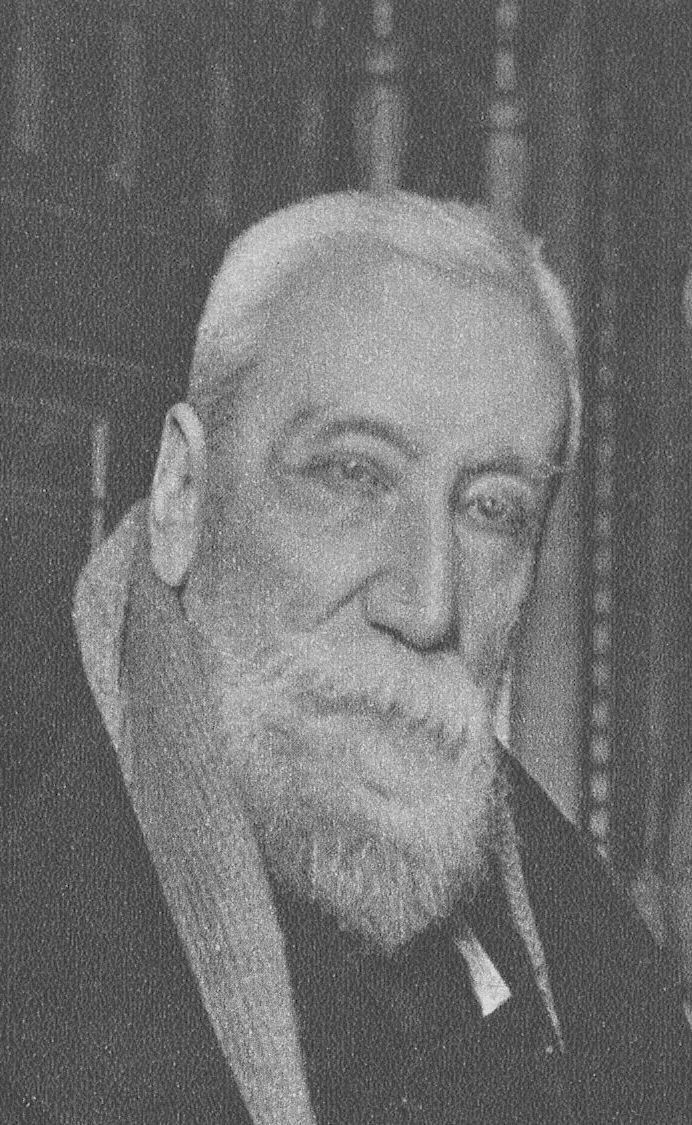
Anatole France (1844–1924)

- France, Bill junior (1933–2007), US-amerikanischer Rennfahrer, Präsident von NASCAR
- France, Bill senior (1909–1992), US-amerikanischer Rennfahrer, Mitbegründer, Vorsitzender und Präsident von NASCAR
- France, Brian (* 1962), US-amerikanischer CEO und Geschäftsführer von NASCAR
- France, Charles Engell (1946–2005), US-amerikanischer Choreograf
- France, David (* 1959), US-amerikanischer Investigativjournalist, Sachbuchautor und Filmemacher
- France, Derek, US-amerikanischer Offizier, Generalleutnant der US Air Force
- France, Gary, amerikanisch-australischer Perkussionist und Musikpädagoge
- France, Hector (1837–1908), französischer Schriftsteller
- France, Henri de (1911–1986), französischer Ingenieur, der das SECAM-Farbfernsehsystem entwickelt hat
- France, James (1930–2020), britisch-dänischer Geschäftsmann, Ordenshistoriker, Kunsthistoriker, Zisterzienserforscher und Autor
- France, Joseph Irwin (1873–1939), US-amerikanischer Politiker
- France, Martin (1964–2024), britischer Jazzschlagzeuger
- France, Michael (1962–2013), US-amerikanischer Drehbuchautor
- France, Nic (* 1956), britischer Jazz- und Rockschlagzeuger
- Francé, Raoul Heinrich (1874–1943), österreichischer Bioniker und Naturphilosoph
- France, Richard (* 1938), US-amerikanischer Schauspieler
- France, Robbie (1959–2012), britischer Schlagzeuger
- France, Ryan (* 1980), englischer Fußballspieler
- France, Todd (* 1980), US-amerikanischer American-Football-Spieler auf der Position des Kickers
- Francé-Harrar, Annie (1886–1971), österreichische Schriftstellerin und Naturforscherin
- Francel, Lester (1950–2021), kolumbianischer Gewichtheber
- Francel, Mulo (* 1967), deutscher Saxophonist und (Film)komponistMulo Francel (* 1967)

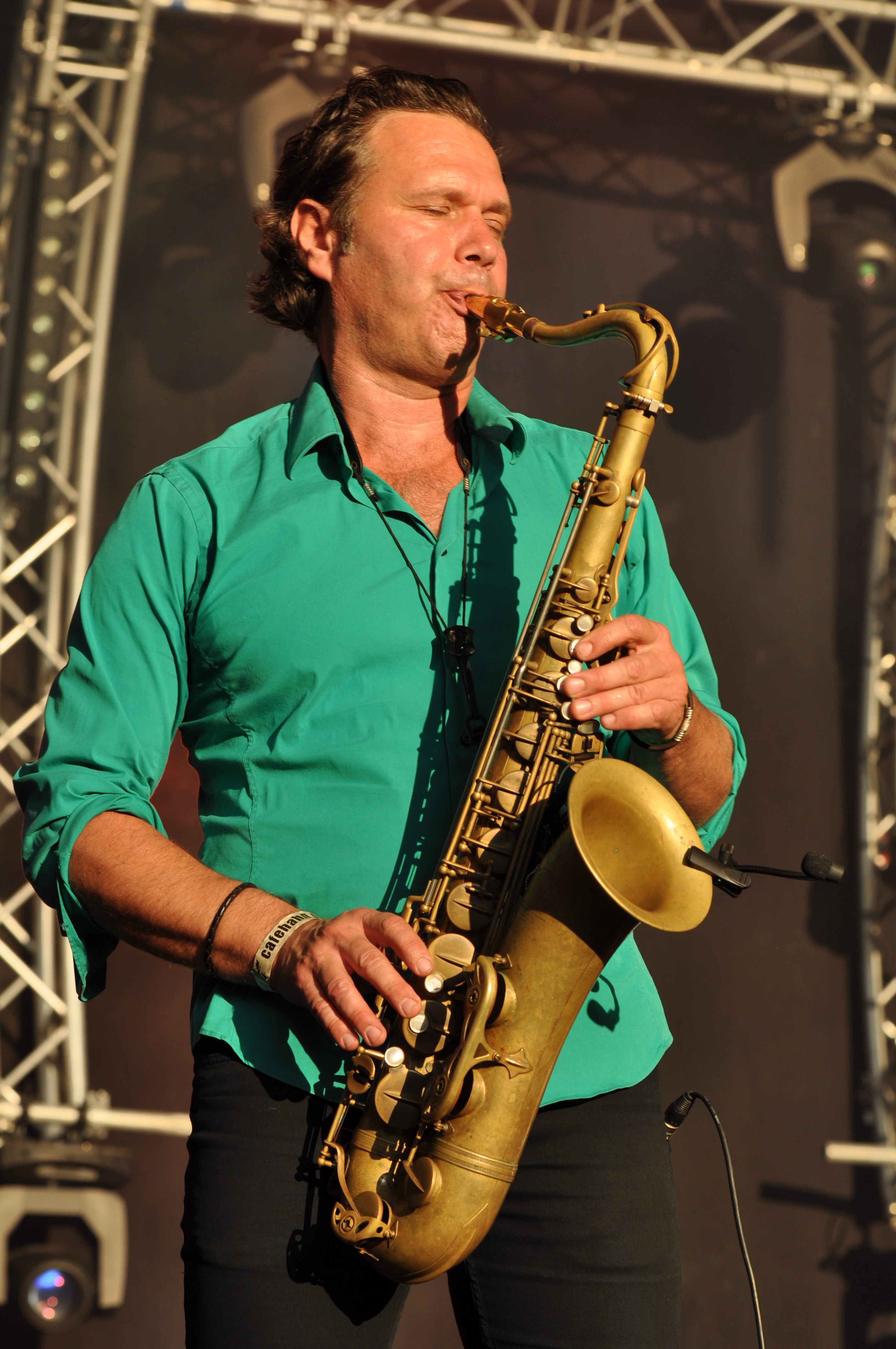
Mulo Francel (* 1967)

- Francelino Ferreira, Nelson (* 1965), brasilianischer Geistlicher, römisch-katholischer Bischof von Valença
- Francella, Guillermo (* 1955), argentinischer Filmschauspieler und Journalist
- Francen, Victor (1889–1977), belgischstämmiger Schauspieler beim französischen und amerikanischen Film
- Frances (* 1993), englische Popmusikerin
- Frances, Allen (* 1942), US-amerikanischer Psychiater
- Frances, Miriam (1943–2014), deutsche Textdichterin und Lyrikerin
- Francés, Mónica (* 1971), spanische Autorin
- Frances, Myra (1943–2021), britische Schauspielerin
- Frances, Pedro (* 1989), brasilianischer Volleyballspieler
- Francés, Victoria (* 1982), spanische Malerin und Schriftstellerin
- Frances-White, Deborah (* 1967), australisch-britische Komikerin, Autorin und Drehbuchautorin
- Francesca da Rimini, Tochter des Guido da Polenta (Ravenna)
- Francesca, Lauren (* 1992), US-amerikanische Schauspielerin und Musikerin
- Francesca, Piero della († 1492), italienischer Maler, Kunsttheoretiker und MathematikerPiero della Francesca († 1492)

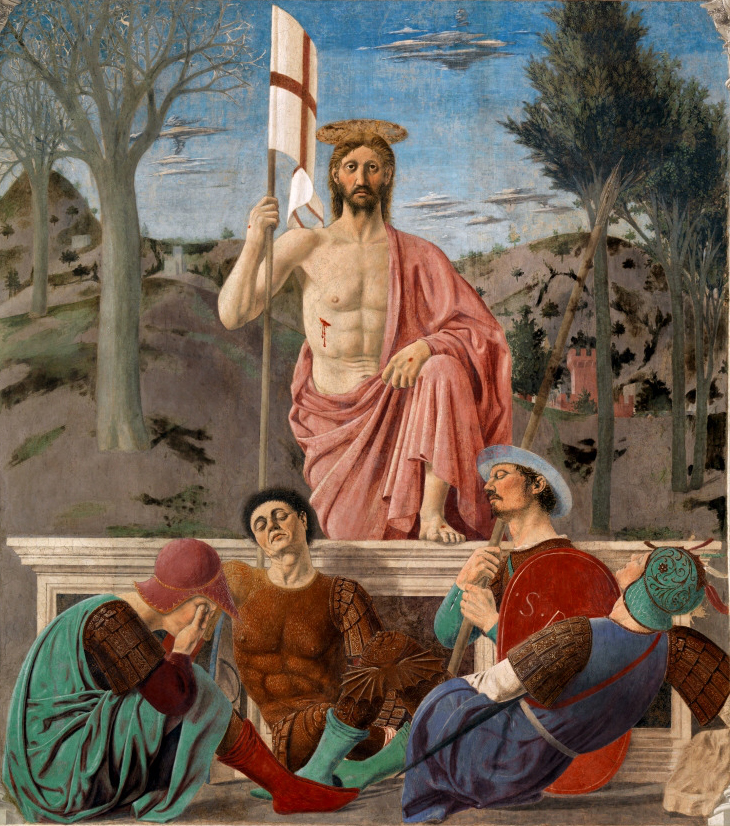
Piero della Francesca († 1492)

- Francescakis, Phocion (1910–1992), griechisch-französischer Rechtswissenschaftler
- Francescatti, Zino (1902–1991), französischer Violinist
- Francesch, Homero (* 1947), uruguayisch-schweizerischer Pianist
- Franceschetti, Antoine (* 1913), französischer Fußballspieler und -trainer
- Franceschetti, Benito Gennaro (1935–2005), italienischer Geistlicher, Erzbischof von Fermo
- Franceschetti, Bruno (1941–2025), italienischer Turner
- Franceschetti, Georges (* 1948), französischer Fußballspieler
- Franceschi, Antonia (* 1960), US-amerikanische Balletttänzerin, Choreographin und SchauspielerinAntonia Franceschi (* 1960)

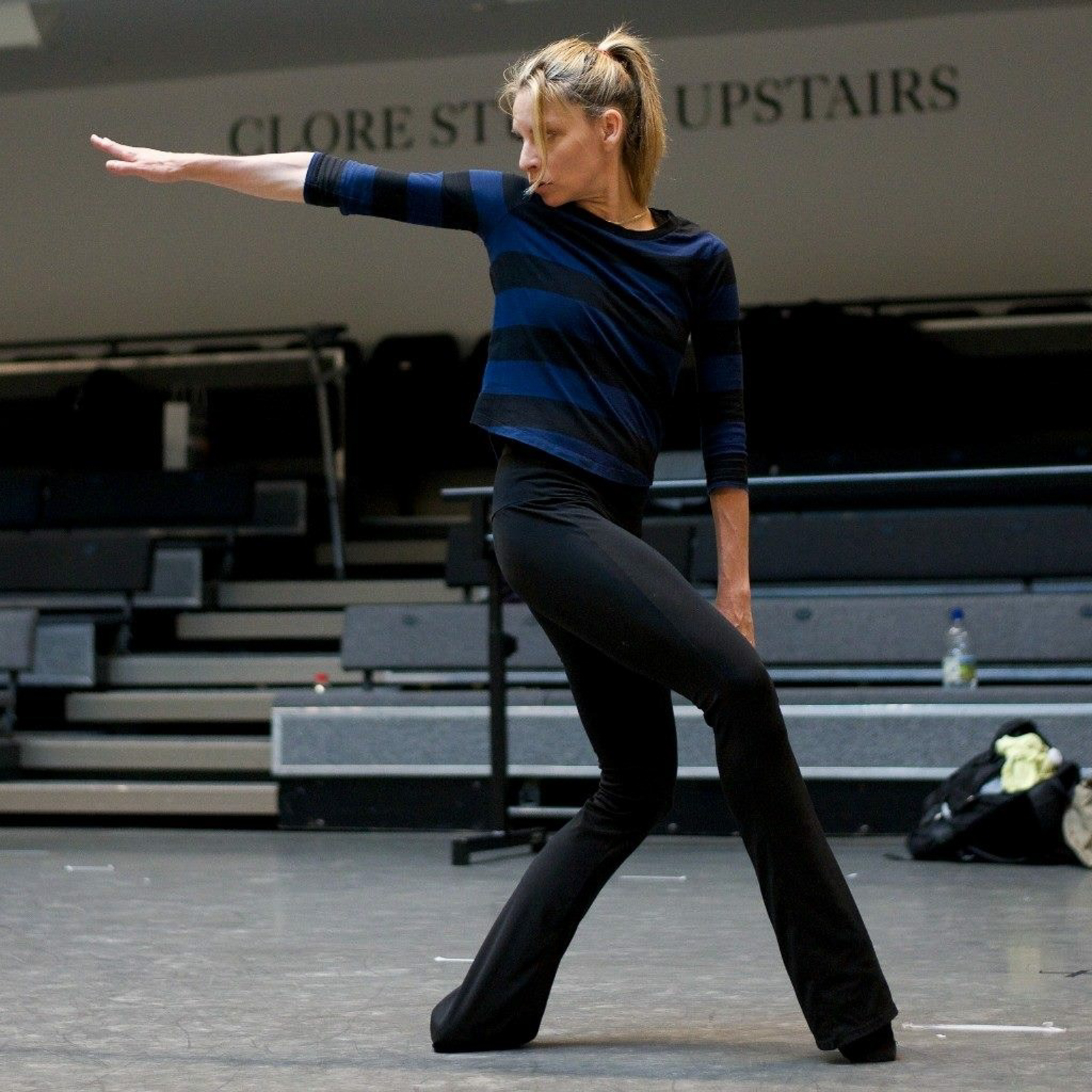
Antonia Franceschi (* 1960)

- Franceschi, Dominique (1921–2001), französischer Fußballspieler
- Franceschi, Giovanni (* 1963), italienischer Schwimmer
- Franceschi, Joseph (1924–1988), französischer Politiker, Mitglied der Nationalversammlung
- Franceschi, Jules (1825–1893), französischer Bildhauer
- Franceschi, Sara (* 1999), italienische Schwimmerin
- Franceschi-Delonne, Jean-Baptiste (1767–1810), französischer Brigadegeneral der Kavallerie
- Franceschina, Nicola (* 1977), italienischer Shorttracker
- Franceschini, Adriano (1920–2005), italienischer Lehrer und Historiker
- Franceschini, Alberto (1947–2025), gründendes und leitendes Mitglied der italienischen Terrororganisation Rote Brigaden
- Franceschini, Bob (* 1961), US-amerikanischer Jazz-Saxophonist
- Franceschini, Bruno (1894–1970), österreich-ungarischer Fähnrich
- Franceschini, Chiara (* 1973), Kunsthistorikerin und Hochschullehrerin
- Franceschini, Christoph (* 1964), italienischer Journalist (Südtirol)
- Franceschini, Dario (* 1958), italienischer Politiker, Mitglied der Camera dei deputati und Autor
- Franceschini, Eugenio (* 1991), italienischer SchauspielerEugenio Franceschini (* 1991)

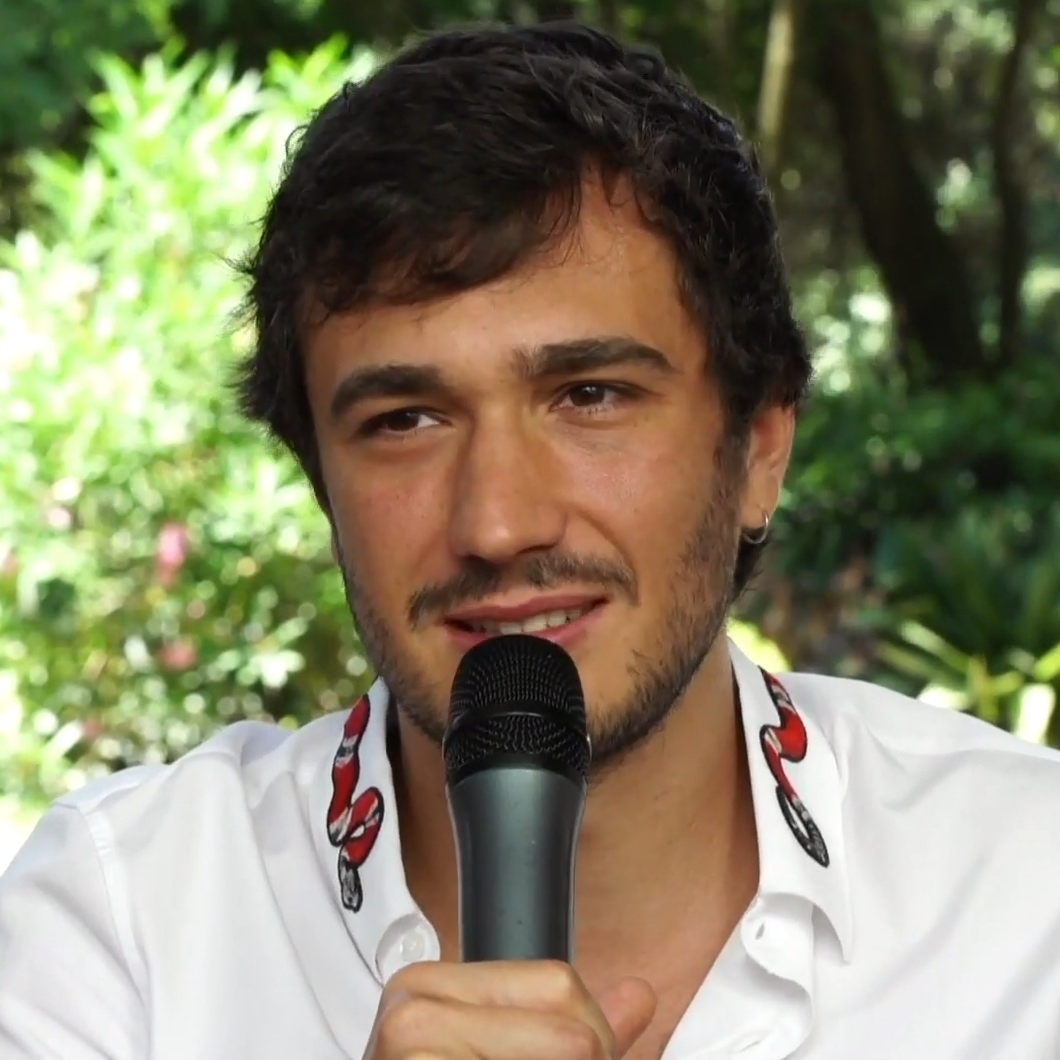
Eugenio Franceschini (* 1991)

- Franceschini, Ezio (1906–1983), italienischer Philosophiehistoriker, Altphilologe und Mittellateinischer Philologe
- Franceschini, Friedrich (1845–1906), österreichischer Maler
- Franceschini, Gaetano, italienischer Violinist und Komponist
- Franceschini, Girolamo (1820–1859), italienisch-österreichischer Zeichner, Lithograf, Illustrator und Kostümbildner
- Franceschini, Lino (1941–2019), italienischer Sprachforscher
- Franceschini, Marcantonio (1648–1729), Bologneser Maler des barocken Klassizismus
- Franceschini, Petronio (1651–1680), italienischer Komponist und Cellist
- Franceschini, Rita (* 1958), Schweizer Sprachwissenschaftlerin
- Franceschini, Ruggero (1939–2024), italienischer Ordensgeistlicher, emeritierter Erzbischof von İzmir
- Francesco de’ Medici (1541–1587), Großherzog der Toskana
- Francesco di Giorgio Martini († 1501), italienischer Architekt, Bildhauer und Maler
- Francesco di Valdambrino († 1435), italienischer Bildhauer und Goldschmied
- Francesco Gonzaga (1606–1622), ältester Sohn des Herzogs Carlo I. Gonzaga
- Francesco I. Manfredi († 1343), italienischer Politiker
- Francesco II. Acciaiuoli († 1460), Herzog von Athen
- Francesco II. d’Este (1660–1694), Herzog von Modena und Reggio
- Francesco III. Gonzaga (1533–1550), Herzog von Mantua
- Francesco IV. Gonzaga (1586–1612), ältester Sohn des Herzogs Vincenzo I.
- Francesco Maria da Camporosso (1804–1866), italienischer Kapuziner
- Francesco Napoleone Orsini († 1311), italienischer Geistlicher und Kardinal der Katholischen Kirche
- Francesco Tebaldeschi († 1378), italienischer Kardinal
- Francesco, Bagnaia (* 1997), italienischer Motorradrennfahrer
- Francesco, Silvio (1927–2000), italienischer Entertainer, Sänger und SchauspielerSilvio Francesco (1927–2000)

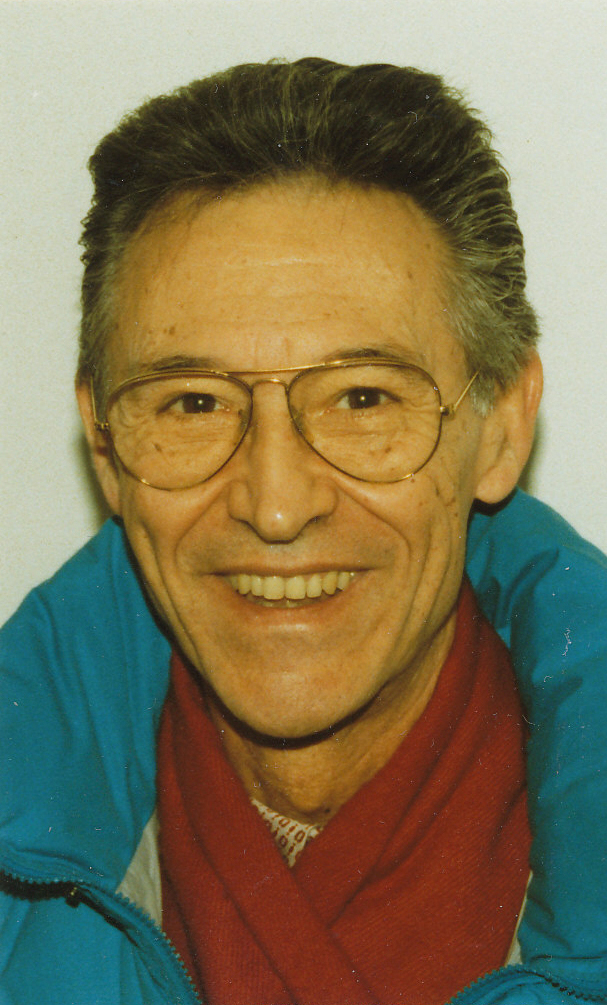
Silvio Francesco (1927–2000)

- Francescoli, Enzo (* 1961), uruguayischer Fußballspieler
- Francesconi, Hermenegild von (1795–1862), österreichischer Eisenbahningenieur, Generaldirektor der österreichischen Staatsbahnen
- Francesconi, Luca (* 1956), italienischer Komponist
- Francese, Antonio (1899–1979), uruguayischer Politiker
- Francese, Mario (1925–1979), italienischer Journalist
- Franceson, Charles Frédéric (1782–1859), deutscher Romanist, Grammatiker und Lexikograf
- Francetić, Igor (* 1977), kroatischer Ruderer
- Francetić, Jure (1912–1942), kroatischer Soldat und Offizier, Oberbefehlshaber der Schwarzen LegionJure Francetić (1912–1942)

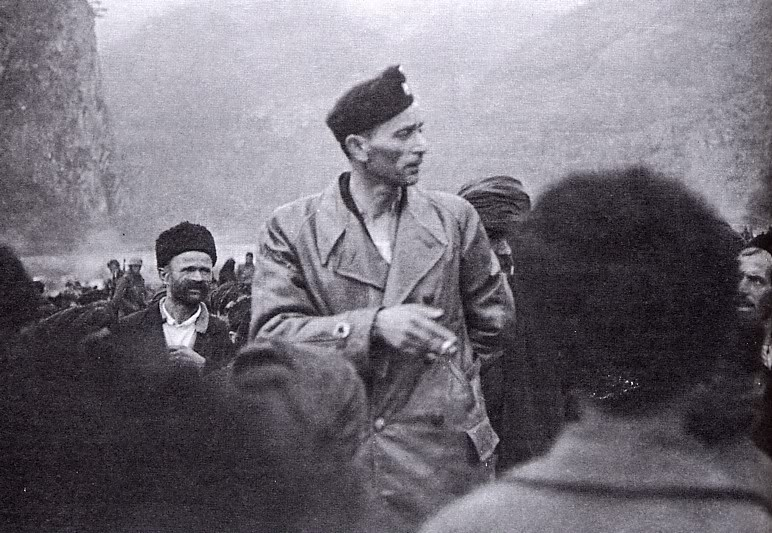
Jure Francetić (1912–1942)

### Franch
- Franch, Adrianna (* 1990), US-amerikanische Fußballtorhüterin
- Franch, Aleix (* 1966), spanischer Handballspieler
- Franch, Vicent (* 1949), spanischer Jurist, Politikwissenschaftler, Journalist und Schriftsteller
- Franchère, Gabriel (1786–1863), kanadischer Pelzhändler und Reiseschriftsteller
- Franchet d’Espèrey, Louis Félix Marie (1856–1942), französischer General und Marschall von Frankreich
- Franchet, Adrien (1834–1900), französischer Botaniker
- Franchetti, Alberto (1860–1942), italienisch-deutscher Komponist
- Franchetti, Alice Hallgarten (1874–1911), amerikanisch-italienische Philanthropin und Pädagogin
- Franchetti, Cody (* 1976), US-amerikanisches Model
- Franchetti, Lisa (* 1964), US-amerikanische Marineoffizier im Range eines AdmiralsLisa Franchetti (* 1964)

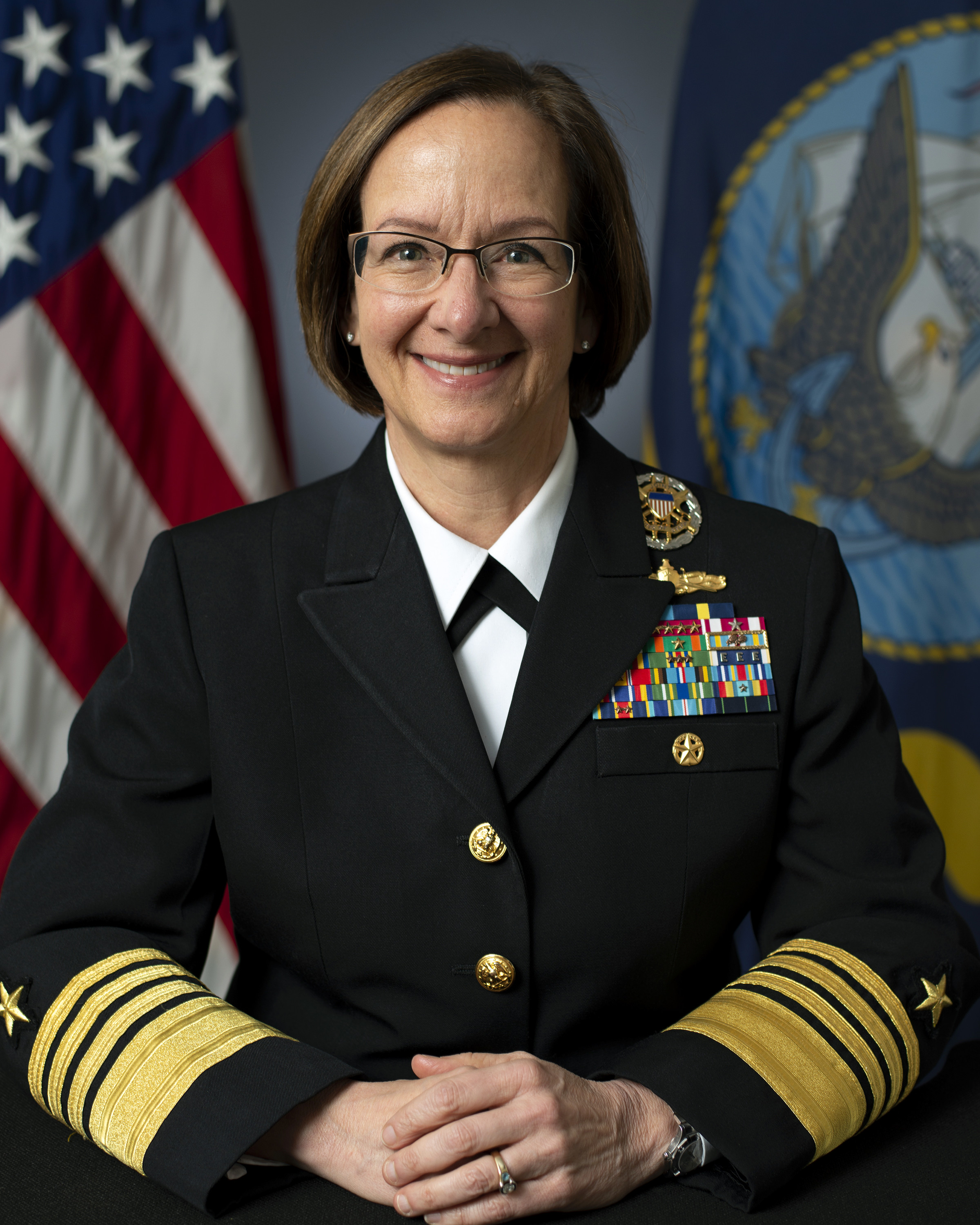
Lisa Franchetti (* 1964)

- Franchetti, Mark, britischer Journalist
- Franchetti, Rina (1907–2010), italienische Schauspielerin
- Franchetti, Sara (* 1946), italienische Schauspielerin
- Franchi, Alessandro (1819–1878), Kardinalstaatssekretär
- Franchi, Alessandro (1838–1914), italienischer Porträtist und Freskenmaler
- Franchi, Andreas (1335–1401), italienischer Bischof
- Franchi, Antonio (1638–1709), italienischer Maler und Kunsttheoretiker
- Franchi, Artemio (1922–1983), italienischer Fußballfunktionär
- Franchi, Ausonio (1821–1895), italienischer Philosoph und katholischer Priester
- Franchi, Carlo (1938–2021), italienischer Autorennfahrer
- Franchi, Filippo († 1471), italienischer Jurist und Gelehrter
- Franchi, Francesca (* 1997), italienische Skilangläuferin
- Franchi, Franco (1928–1992), italienischer Komiker
- Franchi, Giovan Pietro († 1731), italienischer Komponist und Kapellmeister
- Franchi, Toussaint (1893–1968), französischer Politiker, Mitglied der Nationalversammlung
- Franchimont, Antoine Paul Nicolas (1844–1919), niederländischer Chemiker
- Franchina, Basilio (1914–2003), italienischer Filmschaffender
- Franchina, Nino (1912–1987), italienischer Bildhauer
- Franchina, Sandro (1939–1998), italienischer Dokumentarfilmer
- Franchini, Alessandro (1829–1877), Schweizer Rechtsanwalt, Politiker, Tessiner Grossrat, Staatsrat und Ständerat
- Franchini, Enrico (1921–2006), Schweizer Offizier und Korpskommandant der Schweizer Armee
- Franchini, Giogiò (* 1959), italienischer Filmeditor
- Franchini, Giovanni (1633–1695), gelehrter Franziskaner
- Franchini, Mario (* 1901), italienischer Filmregisseur und Drehbuchautor
- Franchini, Primo (* 1941), italienischer Radrennfahrer
- Franchini, Prospero (1774–1847), Schweizer Architekt und Ingenieur
- Franchini, Roberto (* 1973), australischer Eishockeyspieler
- Franchis, Michele De (1875–1946), italienischer Mathematiker
- Franchisena, César (1923–1992), argentinischer Komponist und Musikpädagoge
- Franchitti, Dario (* 1973), britischer Automobilrennfahrer
- Franchitti, Marino (* 1978), britischer Autorennfahrer
- Franchomme, Auguste-Joseph (1808–1884), französischer Cellist und Komponist
- Franchot, Charles-Louis-Félix (1809–1881), französischer Konstrukteur und Erfinder
- Franchot, Richard (1816–1875), US-amerikanischer Politiker
- Franchy, Felix (* 1940), österreichischer Schauspieler und Hörspielsprecher
- Franchy, Franz Karl (1896–1972), österreichischer Schriftsteller

### Franci
- Franci, Adolfo (1895–1954), italienischer Drehbuchautor
- Franci, Pier Giuseppe, italienischer Drehbuchautor und Filmregisseur
- Francia, Domenico (1702–1758), italienischer Maler
- Francia, Francesco (1447–1517), italienischer Renaissance-Maler, Goldschmied und Bildhauer
- Francia, Giorgio (* 1947), italienischer Autorennfahrer
- Francia, José Gaspar Rodríguez de (1766–1840), paraguayischer Politiker, Diktator (1814–1840)
- Francia, Juan Pablo (* 1984), argentinischer Fußballspieler
- Francia, Luisa (* 1949), deutsche Autorin und FilmemacherinLuisa Francia (* 1949)

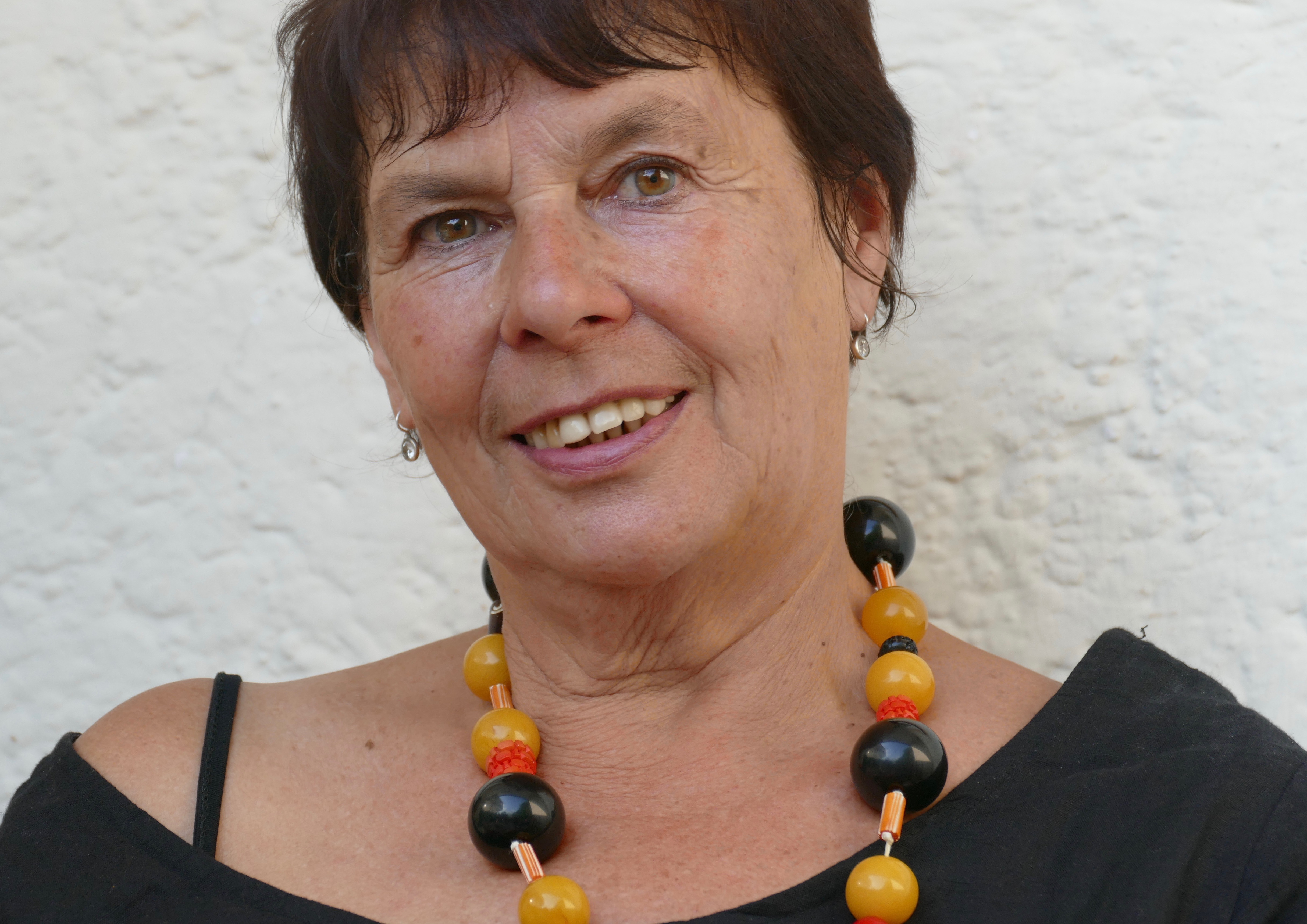
Luisa Francia (* 1949)

- Francia, Manlio (1902–1981), argentinischer Geiger und Tangokomponist
- Francia, Mirka (* 1975), kubanisch-italienische Volleyballspielerin
- Francia, Silvia (* 1961), Schweizer Illustratorin, Plakatkünstlerin und Kunstlehrerin
- Francia, Zsuzsanna (* 1982), US-amerikanische Ruderin
- Franciabigio (1484–1525), italienischer Maler
- Frančič, Franjo (* 1958), slowenischer Prosaist, Lyriker, Dramatiker und Übersetzer
- Francica-Nava de Bontifè, Giuseppe (1846–1928), italienischer Geistlicher, päpstlicher Diplomat und Erzbischof von Catania
- Francies, James (* 1995), amerikanischer Jazzmusiker (Piano, Keyboards, Komposition)
- Frančíková, Šárka (* 1992), tschechische Handballspielerin
- Francillo-Kauffmann, Hedwig (1878–1948), österreichische Sopranistin
- Francillon, André (1913–2002), Schweizer Unternehmer, Schulleiter und Politiker
- Francillon, Clarisse (1899–1976), Schweizer Schriftstellerin
- Francillon, Ernest (1834–1900), Schweizer Uhrmacher und Politiker
- Françillon, Henri (* 1946), haitianischer FußballspielerHenri Françillon (* 1946)

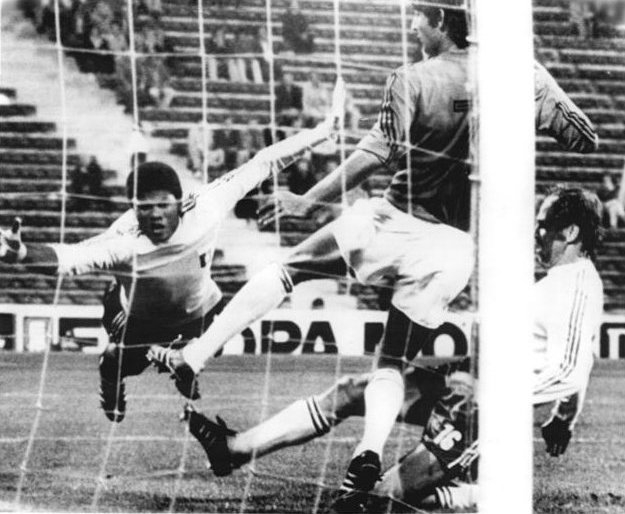
Henri Françillon (* 1946)

- Francillon, Max René (1899–1983), Schweizer Orthopäde und Hochschullehrer
- Francillon, René (1876–1973), Schweizer Maler
- Francillon, Roger (1938–2019), Schweizer Romanist und Literaturwissenschaftler
- Francin, Claude (1702–1773), französischer Bildhauer
- Francina, Marc (1948–2018), französischer Politiker
- Francine, François (1617–1688), französischer Fontänenmeister
- Francine, Thomas (1571–1651), italienisch-französischer Fontänenmeister
- Francini Corti, Eleonora (1904–1984), italienische Botanikerin
- Francini, Enrique (1916–1978), argentinischer Geiger, Bandleader und Tangokomponist
- Francini, Gabriel (* 1969), san-marinesischer Tennisspieler
- Francini, Giovanni (* 1963), italienischer Fußballspieler
- Francini, Loris (* 1962), san-marinesischer Politiker
- Francino, Héctor (* 1961), chilenischer Fußballspieler
- Francino, Michael, kanadischer Beamter und UN-Mitarbeiter
- Francioh, Karl (1912–1945), deutscher SS-Rottenführer, Koch der SS-Küchen in verschiedenen Konzentrationslagern sowie verurteilter und hingerichteter Kriegsverbrecher
- Francioli, Léon (1946–2016), Schweizer Jazzmusiker (v. a. Kontrabass, zunächst Gitarre) und Komponist
- Franciolini, Gianni (1910–1960), italienischer Filmregisseur
- Francione, Gary L. (* 1954), US-amerikanischer Rechtswissenschaftler
- Francioni, Reto (* 1955), Schweizer Manager, Vorstand und Vorstandsvorsitzender der Deutschen Börse AG (seit 2005)
- Franciosa, Anthony (1928–2006), US-amerikanischer Schauspieler
- Franciosa, Massimo (1924–1998), italienischer Drehbuchautor und Filmregisseur
- Franciosi, Aisling (* 1993), irisch-italienische SchauspielerinAisling Franciosi (* 1993)

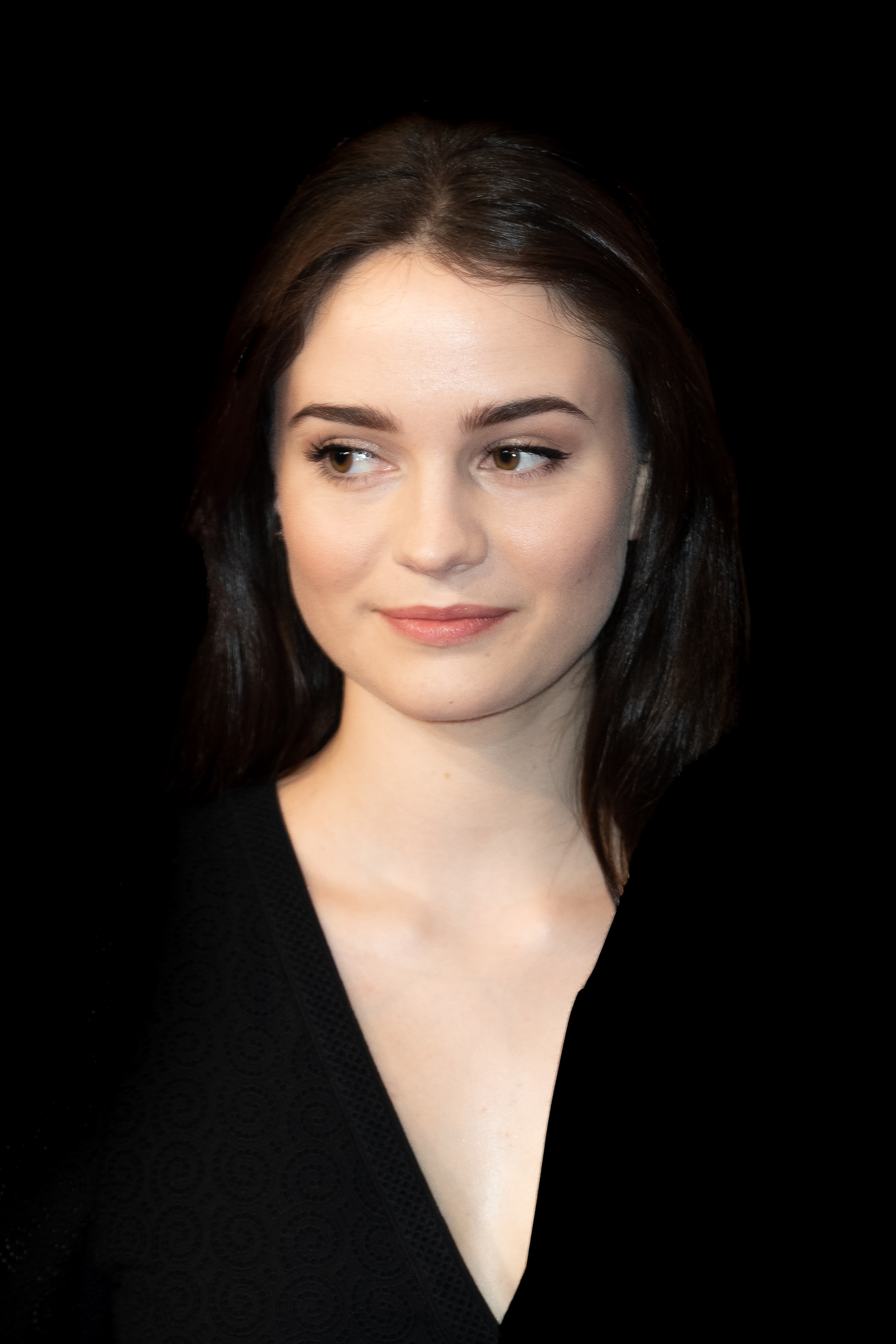
Aisling Franciosi (* 1993)

- Franciosi, Carlo (1935–2021), san-marinesischer Politiker
- Franciosini, Lorenzo, italienischer Latinist, Italianist, Hispanist, Übersetzer, Grammatiker und Lexikograf
- Franciotti della Rovere, Galeotto (1471–1507), Kardinal der Römischen Kirche
- Franciotti, Marcantonio (1592–1666), italienischer Bischof und Kardinal
- Francique, Alleyne (* 1976), grenadischer Sprinter
- Francis, A. J. (* 1990), US-amerikanischer American-Football-Spieler und Wrestler
- Francis, Alec B. (1867–1934), britischer Schauspieler und Stummfilmregisseur
- Francis, Alice, deutsche Sängerin
- Francis, Alun (* 1943), walisischer Dirigent
- Francis, Alwin (* 1987), indischer Badmintonspieler
- Francis, André (1925–2019), französischer Jazzautor, Jazzjournalist und Jazzproduzent
- Francis, Andrew (1946–2017), pakistanischer Geistlicher, römisch-katholischer Bischof von Multan
- Francis, Andrew (* 1985), kanadischer Schauspieler, Synchronsprecher und Filmproduzent
- Francis, Anne (1930–2011), US-amerikanische Filmschauspielerin
- Francis, Arlene (1907–2001), US-amerikanische Schauspielerin
- Francis, Bev (* 1955), australische Kugelstoßerin
- Francis, Bob (* 1958), kanadischer Eishockeyspieler und -trainer
- Francis, Brooke (* 1995), neuseeländische Ruderin
- Francis, Cecilia (* 1996), nigerianische Sprinterin
- Francis, Cedric (1915–2003), US-amerikanisch-britischer Filmproduzent
- Francis, Charles S. (1853–1911), US-amerikanischer Journalist und Diplomat
- Francis, Cliff (1915–1961), walisischer Fußballspieler
- Francis, Clive (* 1946), britischer Schauspieler und Karikaturist
- Francis, Connie (1937–2025), US-amerikanische SängerinConnie Francis (1937–2025)

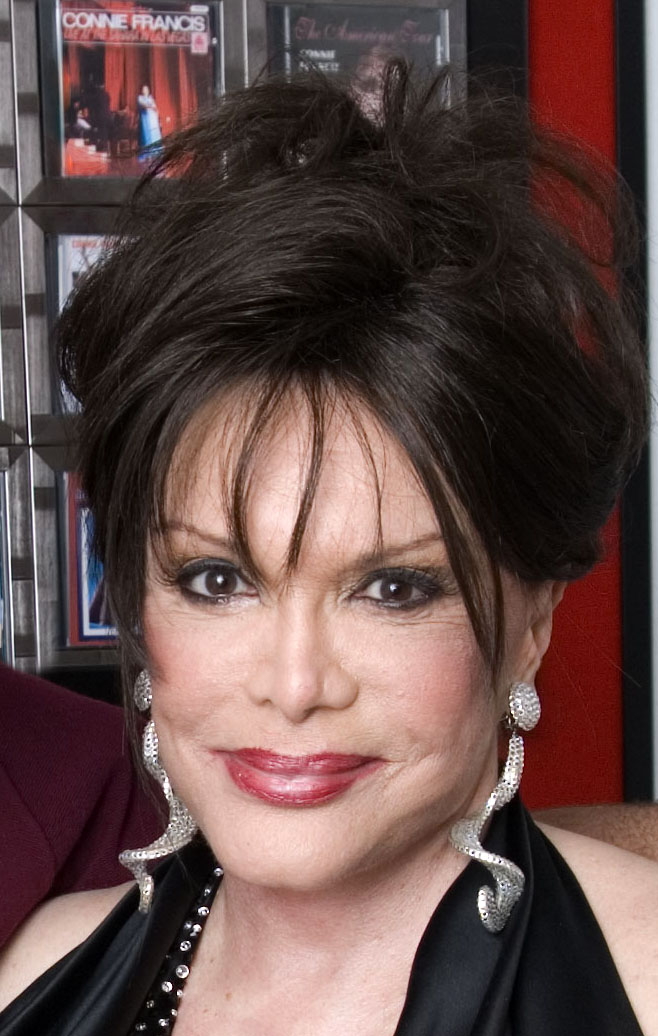
Connie Francis (1937–2025)

- Francis, Daniel, englischer Schauspieler
- Francis, Daniel (* 2002), sierra-leonischer Fußballspieler
- Francis, David (* 1958), australischer Schriftsteller und Rechtsanwalt
- Francis, David (* 1965), sierra-leonischer Politiker
- Francis, David Rowland (1850–1927), US-amerikanischer Politiker
- Francis, Dean (1974–2018), britischer Boxer
- Francis, Demar (* 2001), jamaikanischer Sprinter
- Francis, Dennis (* 1956), Diplomat aus Trinidad und Tobago, amtierender Präsident der Generalversammlung der Vereinten Nationen
- Francis, Diane (* 1946), kanadische Journalistin
- Francis, Diane (* 1968), Sprinterin von St. Kitts und Nevis
- Francis, Dick (1920–2010), walisischer Jockey und Krimi-Schriftsteller
- Francis, Dillon (* 1987), US-amerikanischer DJ und Musikproduzent
- Francis, Don (* 1942), US-amerikanischer Epidemiologe
- Francis, Don (* 1974), deutscher Partyveranstalter und Entertainer
- Francis, E. Lee (1913–2001), US-amerikanischer Politiker
- Francis, Edward (1872–1957), US-amerikanischer Mediziner
- Francis, Edward (1930–2017), indischer Geistlicher, römisch-katholischer Bischof von Sivagangai
- Francis, Elizabeth (1909–2024), US-amerikanische Supercentenarian
- Francis, Elricia (* 1975), Sprinterin aus St. Kitts und Nevis
- Francis, Emerich K. (1906–1994), österreichisch-amerikanischer Soziologe
- Francis, Emile (1926–2022), kanadischer Eishockeyspieler, -trainer und -funktionär
- Francis, Ève (1886–1980), französische Schauspielerin belgischer Herkunft
- Francis, Freddie (1917–2007), britischer Kameramann, erhielt zweimal den Oscar
- Francis, Genie (* 1962), amerikanische SchauspielerinGenie Francis (* 1962)

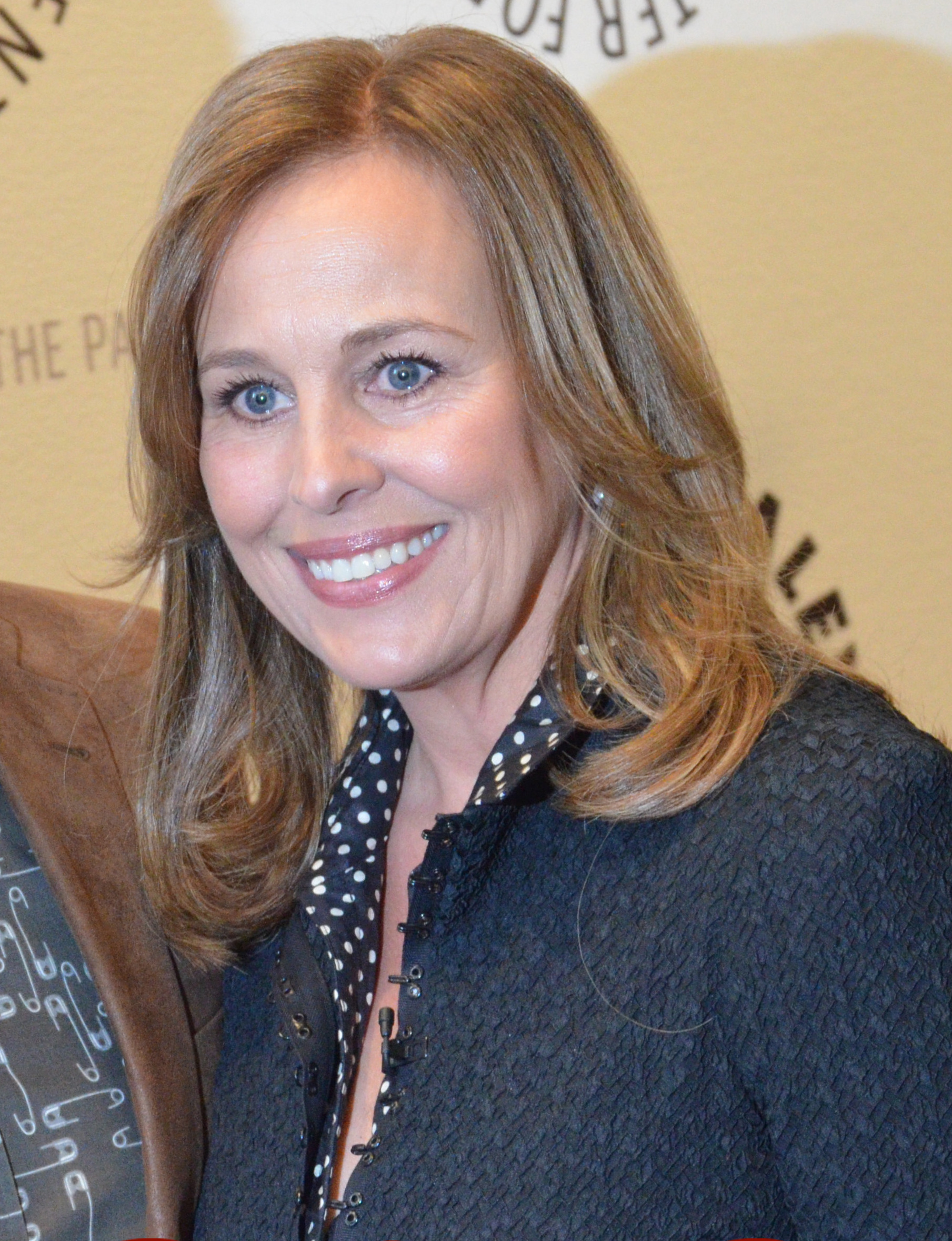
Genie Francis (* 1962)

- Francis, George B. (1883–1967), US-amerikanischer Jurist und Politiker
- Francis, Gerry (* 1951), englischer Fußballspieler und -trainer
- Francis, Greg (1974–2023), kanadischer Basketballspieler
- Francis, H. G. (1936–2011), deutscher Science-Fiction-Autor
- Francis, Hazelyn (* 1939), Politikerin in Antigua und Barbuda
- Francis, Herb (1940–1988), US-amerikanischer Radsportler
- Francis, Hywel (1946–2021), walisischer Politiker der Labour Party
- Francis, Jamal (* 1993), Fußballtorhüter aus St. Kitts und Nevis
- Francis, James B. (1815–1892), britisch-amerikanischer Ingenieur und Erfinder der Francis-Turbine
- Francis, Javon (* 1994), jamaikanischer Sprinter
- Francis, Jevon (* 1983), Fußballspieler von St. Kitts und Nevis
- Francis, John (1780–1861), englischer Bildhauer
- Francis, John Brown (1791–1864), US-amerikanischer Politiker
- Francis, John G F (* 1934), britischer Informatiker
- Francis, John M. (1823–1897), amerikanischer Journalist und Diplomat
- Francis, Jordan (* 1992), kanadischer Schauspieler
- Francis, Joseph (1801–1893), US-amerikanischer Erfinder
- Francis, Kay (1905–1968), US-amerikanische SchauspielerinKay Francis (1905–1968)

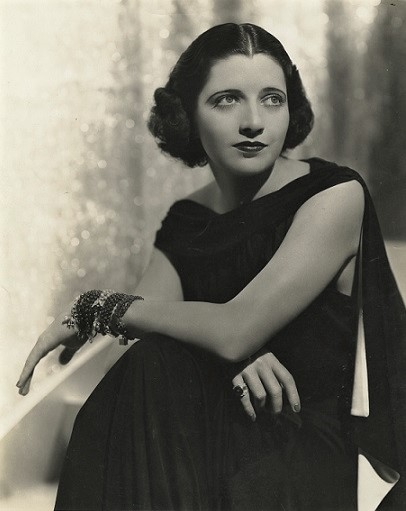
Kay Francis (1905–1968)

- Francis, Kevin (* 1982), US-amerikanischer Skirennläufer
- Francis, Kirk (* 1947), US-amerikanischer Tontechniker
- Francis, Lauren, walisische Opernsängerin (Sopran)
- Francis, Leslie (* 1956), südafrikanischer Dartspieler
- Francis, Lionel (* 1964), antiguanischer Boxer
- Francis, Malique (* 2008), antiguanischer Speerwerfer
- Francis, Mark (* 1958), US-amerikanischer Komponist und Musikpädagoge
- Francis, Mark (* 1962), nordirischer Maler
- Francis, Mathews Kunnepurayidom (* 1944), indischer Geistlicher, Generalvikar in Kuwait
- Francis, Mayann (* 1946), kanadische Menschenrechtlerin, Vizegouverneurin von Nova Scotia
- Francis, Melissa (* 1972), US-amerikanische SchauspielerinMelissa Francis (* 1972)

Melissa Francis (* 1972)

- Francis, Melody (* 1988), australische Squashspielerin
- Francis, Midori (* 1994), US-amerikanische Film- und Theaterschauspielerin
- Francis, Miguel (* 1995), antiguanisch-britischer Leichtathlet
- Francis, Mike (1961–2009), italienischer Sänger und Komponist
- Francis, Moni, deutsche Singer-Songwriterin, Musikern und Kabarettistin
- Francis, Nathaniel (1912–2004), Politiker der Turks- und Caicosinseln
- Francis, Noel (1906–1959), US-amerikanische Schauspielerin
- Francis, Pádraig, irischer Diplomat
- Francis, Panama (1918–2001), US-amerikanischer Jazzschlagzeuger
- Francis, Peter (* 1936), kenianischer Mittelstreckenläufer
- Francis, Peter (* 1965), britischer Szenenbildner und Artdirector
- Francis, Phyllis (* 1992), US-amerikanische Sprinterin
- Francis, Raheem (* 1996), Fußballspieler von St. Kitts und Nevis
- Francis, Ranganathan (1920–1975), indischer Hockeyspieler
- Francis, Rimona, israelische Jazzpianistin und Sängerin
- Francis, Robert (1930–1955), US-amerikanischer Schauspieler
- Francis, Robert (* 1987), US-amerikanischer Folk-Rock-Musiker
- Francis, Ron (* 1963), kanadischer Eishockeyspieler
- Francis, Sage (* 1976), US-amerikanischer Rapper
- Francis, Sam (1913–2002), US-amerikanischer Kugelstoßer und American-Football-Spieler
- Francis, Sam (1923–1994), US-amerikanischer Maler und GrafikerSam Francis (1923–1994)

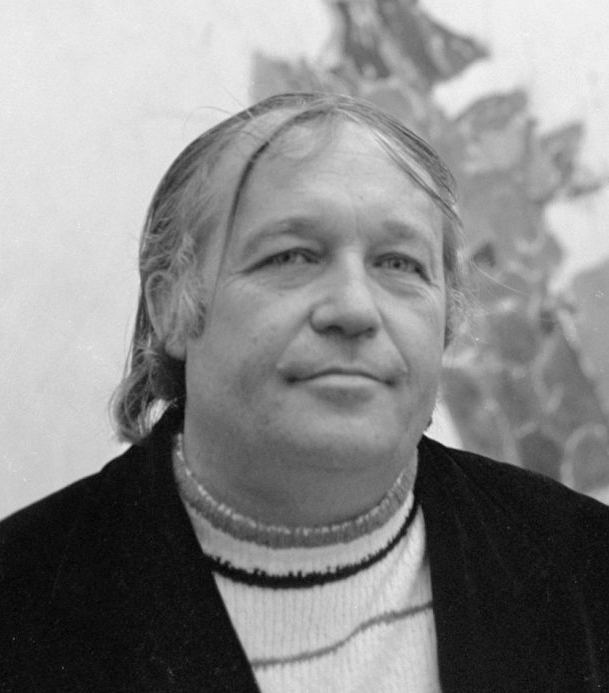
Sam Francis (1923–1994)

- Francis, Samuel (* 1987), katarischer Sprinter nigerianischer Herkunft
- Francis, Sebastian (* 1951), malaysischer Geistlicher, römisch-katholischer Bischof von Penang, Kardinal
- Francis, Shaun (* 1986), jamaikanischer Fußballspieler
- Francis, Sherin (* 1984), seychellische Geschäftsfrau und Funktionärin
- Francis, Shingo (* 1969), japanisch-US-amerikanischer Maler
- Francis, Simon (* 1985), englischer Fußballspieler
- Francis, Sophie (* 1998), niederländische Musikproduzentin und DJ im Bereich der elektronischen Tanzmusik
- Francis, Steve (* 1977), US-amerikanischer Basketballspieler
- Francis, Thomas junior (1900–1969), US-amerikanischer Arzt, Virologe und Epidemiologe
- Francis, Tomas (* 1992), walisischer Rugby-Union-Spieler
- Francis, Trevor (1954–2023), englischer Fußballspieler und -trainerTrevor Francis (1954–2023)

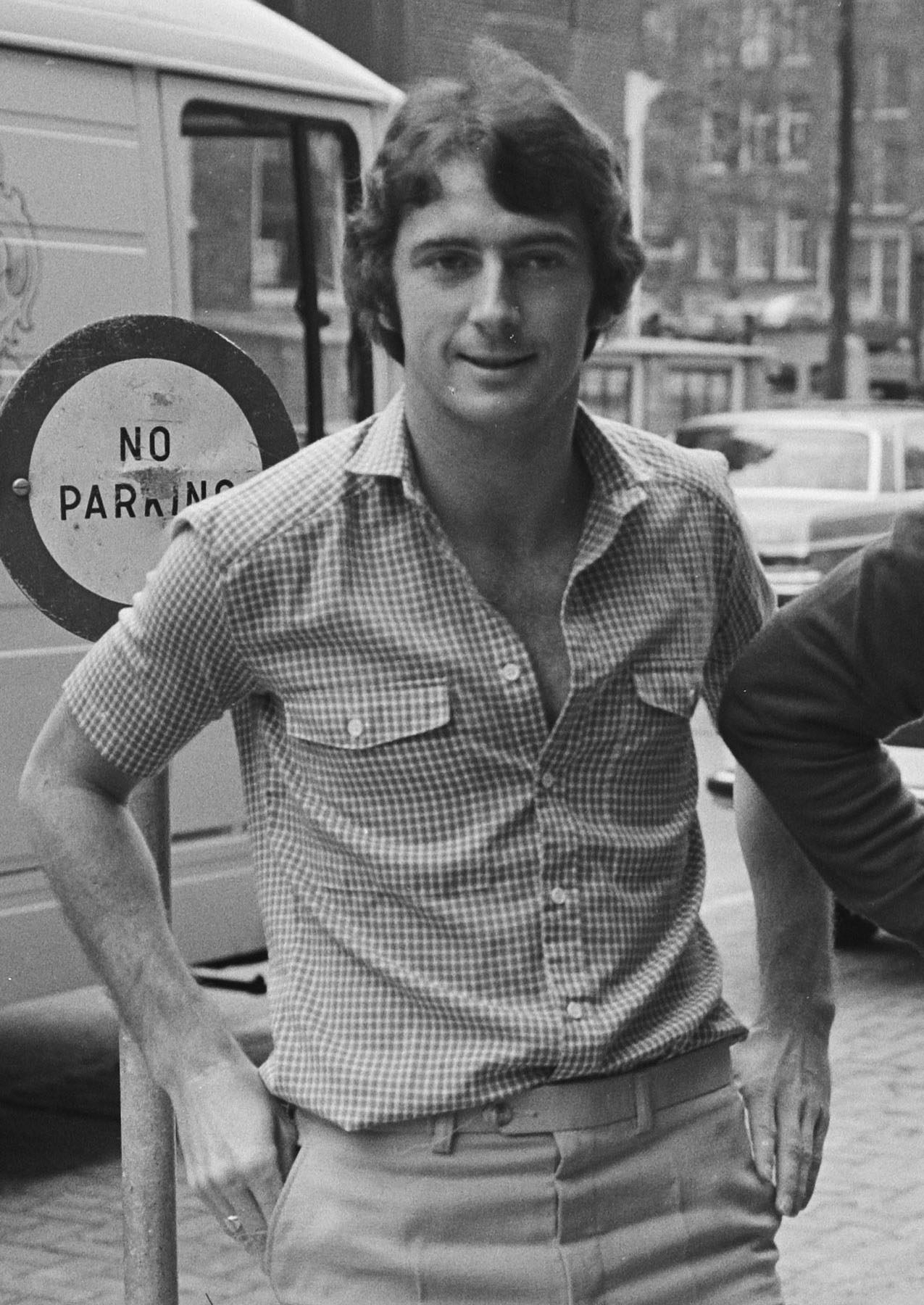
Trevor Francis (1954–2023)

- Francis, Waylon (* 1990), costa-ricanischer Fußballspieler
- Francis, Wil (* 1982), amerikanischer Musiker, Leadsänger der Band Aiden
- Francis, William B. (1860–1954), US-amerikanischer Politiker
- Francis, Willie (1929–1947), US-amerikanischer zeitweiser Überlebender einer amtlichen Exekution
- Francis-Angol, Zaine (* 1993), antiguanischer Fußballspieler
- Francis-Bruce, Richard (* 1948), australischer Filmeditor
- Francis-Petersen, Kemi (* 1993), nigerianische Siebenkämpferin und Hürdenläuferin
- Francisca, Salernitaner Chirurgin
- Francisca, Anna Di (* 1961), italienische Regisseurin und Drehbuchautorin
- Franciscatti, Rafael dos Santos (* 1983), brasilianischer Fußballspieler
- Francisci, Bruno († 1989), italienischer Automobil- und Motorradrennfahrer
- Francisci, Erasmus (1627–1694), deutscher Polyhistor, Autor und Kirchenliederdichter
- Francisci, Marcel (1920–1982), korsischer Mafia-Pate
- Francisci, Pietro (1906–1977), italienischer Filmregisseur und Drehbuchautor
- Francisci-Rimavský, Ján (1822–1905), slowakischer Schriftsteller
- Francisco Belo Simões da Costa, Francisco Belo, osttimoresischer Journalist
- Francisco de Asís de Borbón (1822–1902), Königgemahl Isabellas II. von SpanienFrancisco de Asís de Borbón (1822–1902)

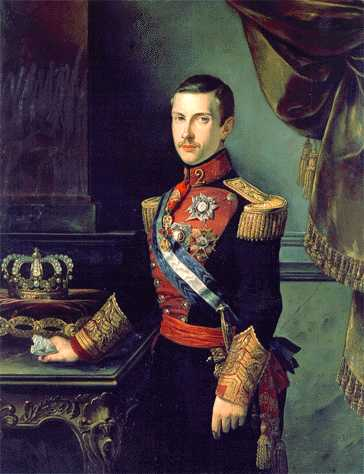
Francisco de Asís de Borbón (1822–1902)

- Francisco de Ribera (1537–1591), spanischer Theologe und Exeget
- Francisco, Betty (1900–1950), US-amerikanische Schauspielerin
- Francisco, Don (1918–2005), US-amerikanischer Motorjournalist, Konstrukteur von Hot Rods
- Francisco, Don (* 1940), chilenischer Fernsehmoderator
- Francisco, Don (* 1946), US-amerikanischer Sänger und Komponist
- Francisco, Fernando (* 1960), angolanischer römisch-katholischer Geistlicher, Weihbischof in Luanda
- Francisco, James (1937–2018), US-amerikanischer Politiker
- Francisco, Joseph (* 1955), US-amerikanischer Chemiker
- Francisco, Lady (1935–2019), brasilianische Schauspielerin
- Francisco, Mannie († 2020), südafrikanischer English-Billiards- und Snookerspieler
- Francisco, Manoel João (* 1946), brasilianischer Geistlicher, römisch-katholischer Bischof von Cornélio Procópio
- Francisco, Miguel (* 1985), angolanisch-deutscher Schauspieler und Musiker
- Francisco, Noel (* 1969), amerikanischer Jurist und Solicitor General in der Regierung von US-Präsident Donald Trump
- Francisco, Peter (* 1962), südafrikanischer Snooker- und English-Billiards-Spieler
- Francisco, Ramón (1929–2004), dominikanischer Lyriker und Essayist
- Francisco, Silvino (1946–2024), südafrikanischer Snooker- und English-Billiards-Spieler
- Francisco, Sydney (* 2005), palauische Sprinterin
- Francisco, Sylvain (* 1997), französischer Basketballspieler
- Francisco, Vicente (1891–1974), philippinischer Politiker
- Franciscus de Mayronis († 1328), französischer Franziskaner und Theologe
- Franciscus, James (1934–1991), US-amerikanischer Filmschauspieler und FilmproduzentJames Franciscus (1934–1991)

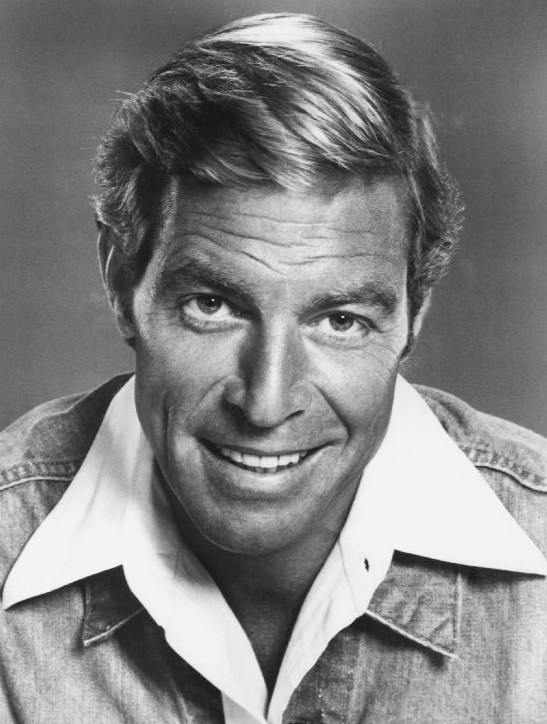
James Franciscus (1934–1991)

- Francisque, Antoine († 1605), französischer Lautenist und Komponist
- Francius, Petrus (1645–1704), niederländischer Altphilologe

### Franck
- Franck Cabot-David (* 1952), französischer Schauspieler
- Franck von Franckenau, Georg († 1704), deutscher Mediziner und Botaniker
- Franck von Franckenau, Georg Friedrich (1669–1732), deutscher Mediziner, Jurist und Hochschullehrer
- Franck, Adolf Theodor (1841–1929), deutscher Landschafts- und Genremaler
- Franck, Adolphe (1809–1893), französischer Jurist und Philosoph
- Franck, Alain (1927–2014), französischer (Drehbuch-)Autor und Regisseur
- Franck, Albert (1810–1896), deutscher Verleger in Paris, Gründer des Verlagshauses „Librairie A. Franck“
- Franck, Alfred (1878–1963), deutscher Jurist und Landrat
- Franck, Alfred von (1808–1884), österreichischer Maler, Radierer, Lithograf und Kunstprofessor
- Franck, Allan (1888–1963), finnischer Segler
- Franck, Andy B. (* 1971), deutscher Sänger; Mitglied der Bands Brainstorm und Symphorce
- Franck, Anton († 1696), Trompeter
- Franck, Anton (1865–1922), deutscher Opernsänger
- Franck, Arthur (* 1980), finnischer Filmregisseur und Produzent
- Franck, Burchard (1926–2017), deutscher Chemiker und Hochschullehrer
- Franck, Carl-Johan (1922–2014), schwedischer Fußballspieler
- Franck, Carole, französische Schauspielerin
- Franck, César (1822–1890), französischer Komponist und Organist deutsch-belgischer AbstammungCésar Franck (1822–1890)

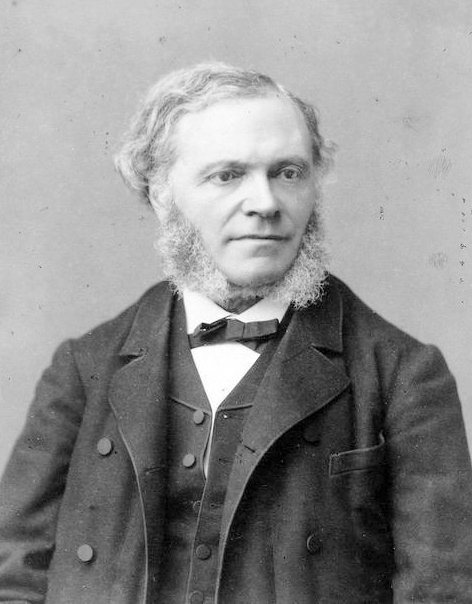
César Franck (1822–1890)

- Franck, Christoph (1642–1704), deutscher evangelischer Theologe
- Franck, Dan (* 1953), französischer Schriftsteller und Drehbuchautor
- Franck, Daniel (* 1974), norwegischer Snowboarder
- Franck, Daniel, schwedischer Jazzmusiker (Kontrabass)
- Franck, David (1682–1756), deutscher Historiker und Schulrektor
- Franck, E. Ulrich (1920–2004), deutscher Chemiker
- Franck, Edouard (* 1934), zentralafrikanischer Politiker
- Franck, Eduard (1817–1893), deutscher Pianist und Komponist
- Franck, Eugen (1832–1893), deutscher Richter und Politiker (Zentrum), MdL
- Franck, Fernand (* 1934), luxemburgischer Geistlicher, römisch-katholischer Erzbischof von Luxemburg
- Franck, Francis (* 1970), französischer Handballspieler
- Franck, François (1904–1965), belgischer Eishockeyspieler
- Franck, Franz Friedrich (1627–1687), Augsburger Maler
- Franck, Georg (* 1946), deutscher Architekt, Stadtplaner und Softwareentwickler
- Franck, Gertrud (1905–1996), deutsche Sachbuchautorin und Biogärtnerin
- Franck, Gustav von (1807–1860), österreichischer Schriftsteller, Herausgeber und Maler
- Franck, Hans (1879–1964), deutscher Schriftsteller und Dramaturg
- Franck, Hans Heinrich (1888–1961), deutscher Chemiker, Technologe und Politiker, MdV
- Franck, Hans Ulrich († 1675), deutscher Maler, Zeichner und Radierer
- Franck, Hans-Friedrich (1946–1973), deutsches Todesopfer an der innerdeutschen Grenze
- Franck, Helga (1933–1963), deutsche Schauspielerin
- Franck, Henri (1888–1912), französischer Lyriker und Autor
- Franck, Hermann (1802–1855), deutscher Schriftsteller, Ästhetiker und Kritiker
- Franck, Hermann (1908–1992), deutscher Politiker (SPD), MdL, Bürgermeister von Mölln
- Franck, Hinrich (* 1956), deutscher Jazzmusiker und Komponist
- Franck, Jakob (1811–1884), deutscher Philologe und Schullehrer
- Franck, James (1882–1964), deutsch-amerikanischer PhysikerJames Franck (1882–1964)

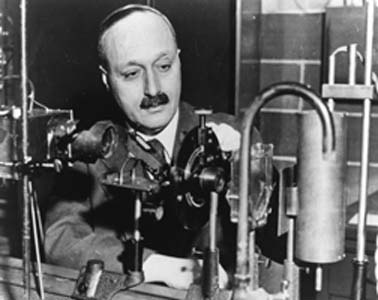
James Franck (1882–1964)

- Franck, Jens-Uwe, deutscher Rechtswissenschaftler
- Franck, Jerry (* 1986), luxemburgischer Kameramann und Filmemacher
- Franck, Joachim (1941–2008), deutscher Politiker (SPD), MdL
- Franck, Johan (1590–1661), schwedischer Arzt und Botaniker
- Franck, Johann (1618–1677), deutscher Jurist und Kirchenliederdichter
- Franck, Johann Georg (1669–1747), deutscher evangelischer Theologe und Pfarrer
- Franck, Johann Heinrich (1792–1867), deutscher Industrieller
- Franck, Johann Wolfgang, deutscher Kapellmeister, Kantor und Komponist
- Franck, Johnny (* 1990), US-amerikanischer Rock-Sänger, Gitarrist und Musikproduzent
- Franck, Joseph (1825–1891), französisch-belgischer Komponist und Organist deutsch-belgischer Abstammung
- Franck, Juan Francisco (* 1973), argentinischer Philosoph
- Franck, Julia (* 1970), deutsche Schriftstellerin
- Franck, Kaj (1911–1989), finnischer Designer
- Franck, Karl von (1806–1867), österreichischer General, Kriegsminister und Staatsmann
- Franck, Katharina (* 1963), deutsche Sängerin und MusikerinKatharina Franck (* 1963)

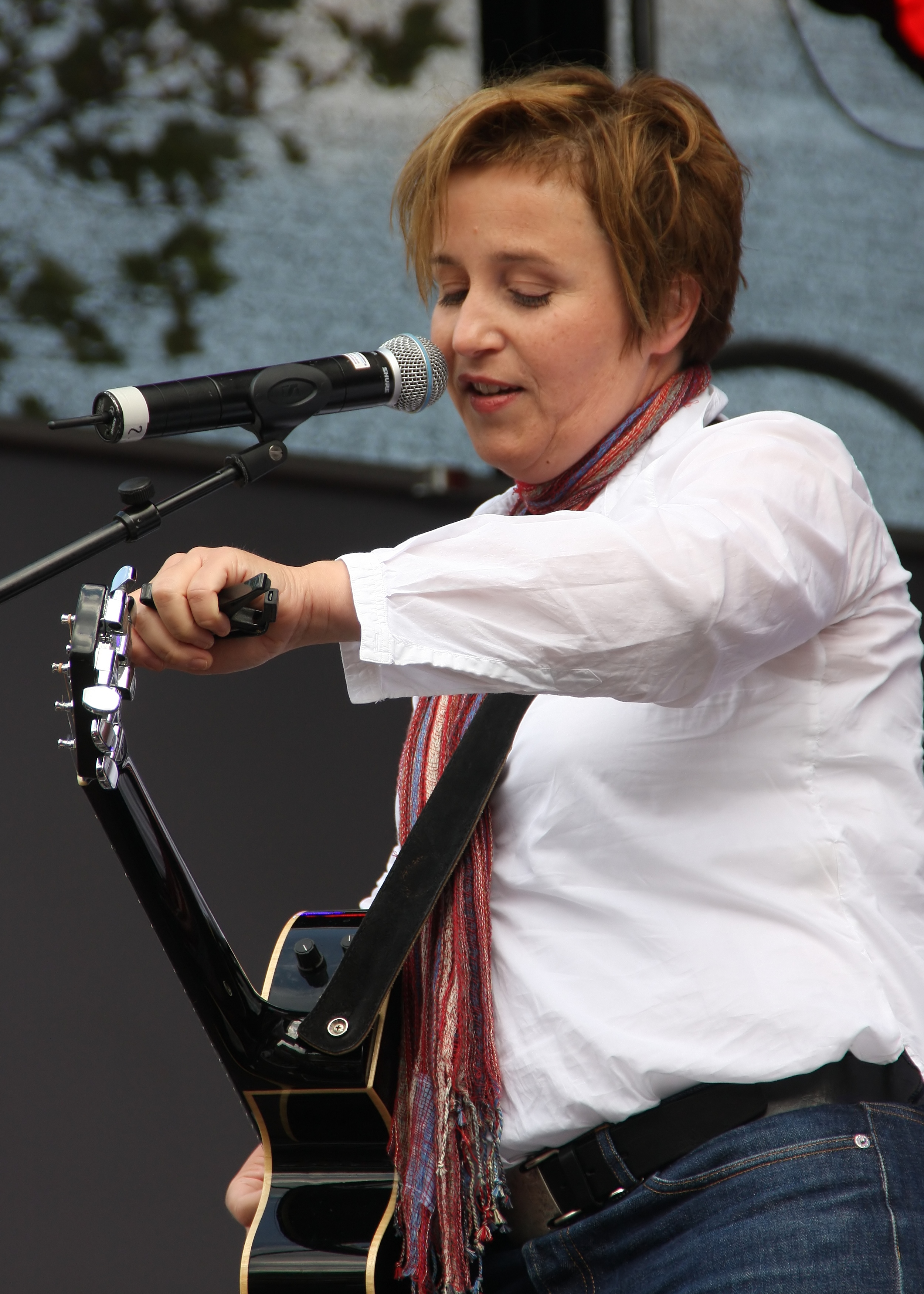
Katharina Franck (* 1963)

- Franck, Lilian (* 1971), deutsche Regisseurin und Filmproduzentin
- Franck, Louis (1868–1951), deutscher Politiker
- Franck, Lutz (* 1925), deutscher Karnevalist und Bänkelsänger
- Franck, Martine (1938–2012), belgische Fotografin
- Franck, Maurice (1897–1983), französischer Komponist und Musikpädagoge
- Franck, Melchior († 1639), deutscher Komponist
- Franck, Michael (1609–1667), deutscher evangelischer Kirchenlieddichter
- Franck, Michael Erich (1691–1721), deutscher Romanautor
- Franck, Mikko (* 1979), finnischer Dirigent
- Franck, Moritz von (1814–1895), österreichischer Politiker, Mitglied der Frankfurter Nationalversammlung, steirischer Landtagsabgeordneter, Bürgermeister von Graz
- Franck, Oliver (* 1975), deutscher SchauspielerOliver Franck (* 1975)

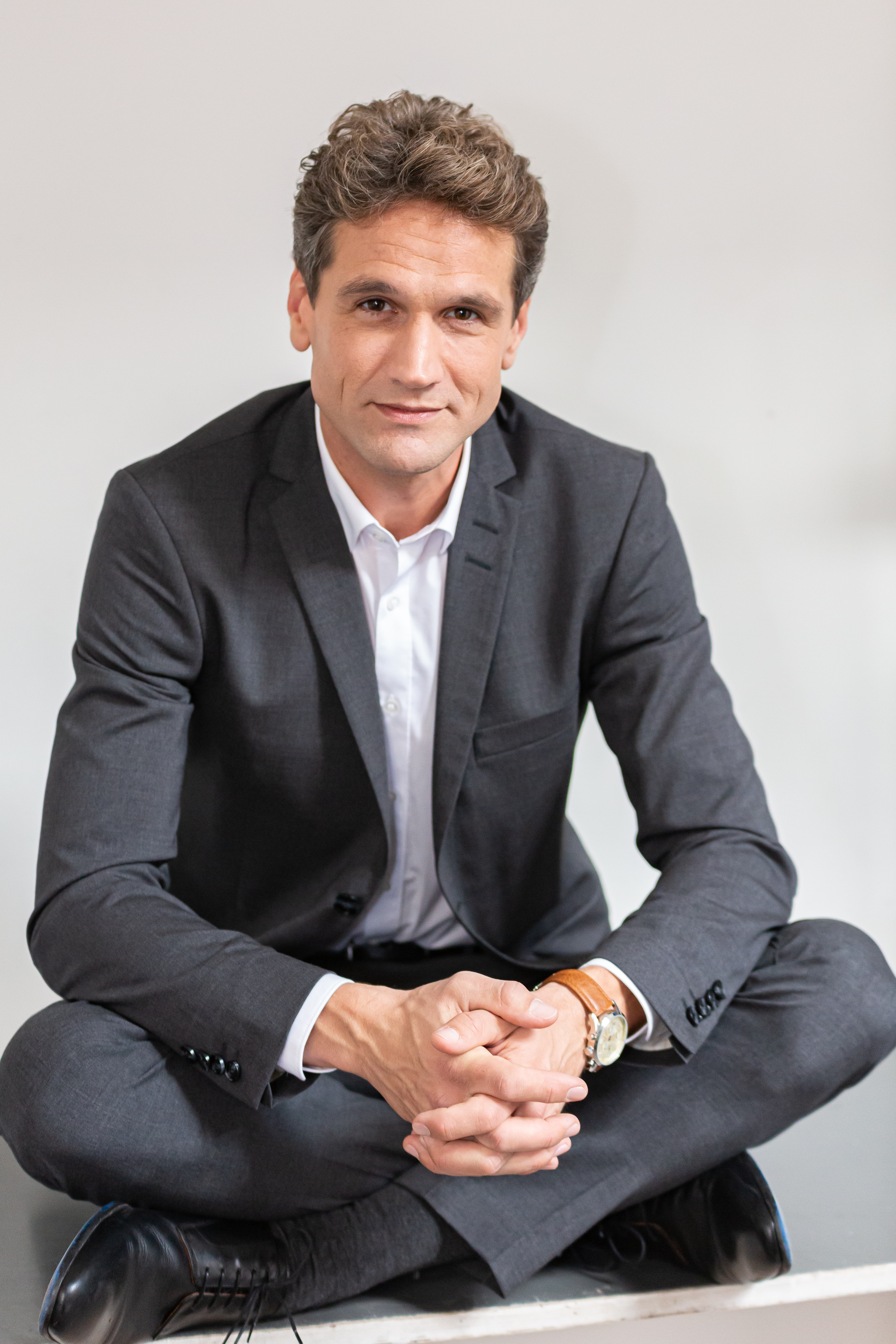
Oliver Franck (* 1975)

- Franck, Philipp (1860–1944), deutscher Maler, Grafiker und Zeichenlehrer
- Franck, Philipp (* 2001), deutscher Schauspieler
- Franck, Richard (1858–1938), deutscher Komponist und Pianist
- Franck, Richard (1871–1931), deutscher Großindustrieller
- Franck, Richard (1892–1952), deutscher Jurist
- Franck, Robert (1857–1939), deutscher Industrieller
- Franck, Salomon (* 1659), deutscher Jurist und Dichter
- Franck, Samuel († 1679), deutscher Kirchenmusiker
- Franck, Sebastian (1499–1542), deutscher Theologe, Schriftsteller, Publizist, Chronist, Geograph, Übersetzer und Buchdrucker
- Franck, Sebastian (1606–1668), deutscher evangelischer Pfarrer und Dichter von Kirchenliedern
- Franck, Simon, deutscher Maler
- Franck, Sven (* 1976), französisch-deutscher Politiker (Volt)
- Franck, Thomas (* 1971), deutscher Fußballspieler
- Franck, Thomas M. (1931–2009), amerikanischer Jurist
- Franck, Tomas (* 1958), schwedischer Jazz-Saxophonist
- Franck, Tony (1827–1875), deutsche Pianistin
- Franck, Ty (* 1969), amerikanischer Game Designer und Science-Fiction-Autor
- Franck, Walter (1896–1961), deutscher SchauspielerWalter Franck (1896–1961)

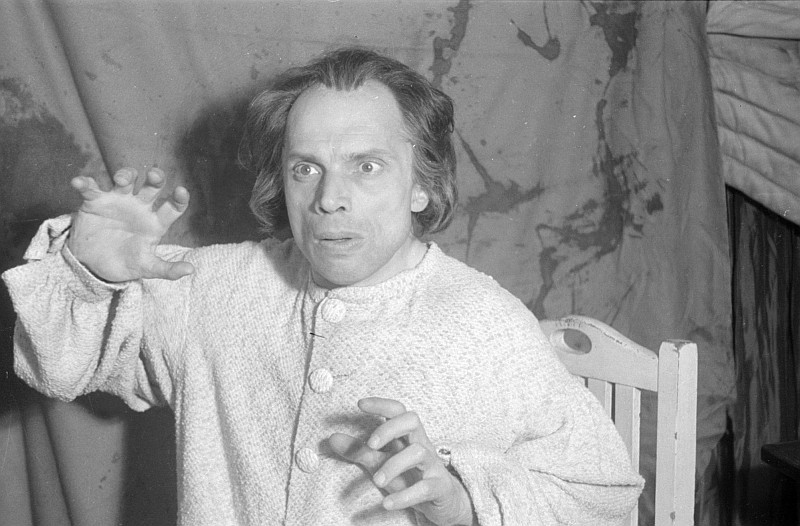
Walter Franck (1896–1961)

- Franck, Wolf (1902–1966), deutschamerikanischer Journalist
- Franck-Oberaspach, Karl (* 1872), deutscher Kunsthistoriker
- Franck-Severin, Margarete (1904–1981), deutsche Schriftstellerin
- Franck-Witt, Käthe (1872–1916), deutsche Schauspielerin
- Francke, Alexander (1853–1925), deutsch-schweizerischer Buchhändler und Verleger
- Francke, Angela, deutsche Verkehrswissenschaftlerin
- Francke, Anna Magdalena (1670–1734), adlige Pietistin
- Francke, Arthur (1867–1941), deutscher Unternehmer und Kommunalpolitiker

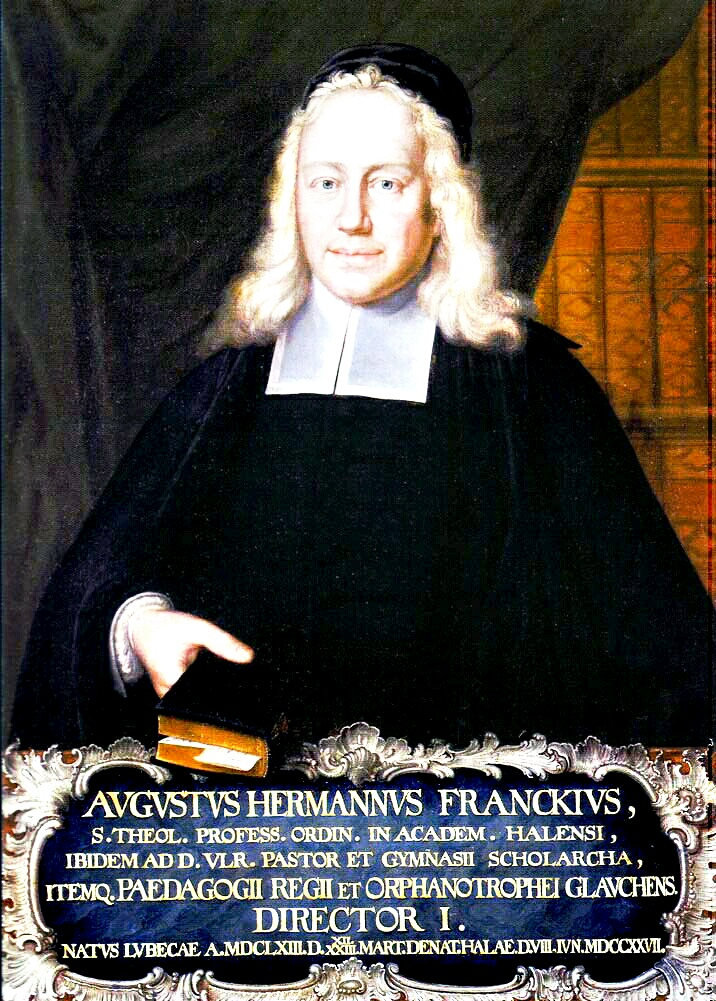
August Hermann Francke (1663–1727)

- Francke, August Hermann (1663–1727), deutscher evangelischer Theologe, Pädagoge, Kirchenlieddichter und StiftungsgründerAugust Hermann Francke (1663–1727)
- Francke, August Hermann (1842–1881), deutscher Klavierbauer und Unternehmer
- Francke, August Hermann (1870–1930), deutscher Missionar und Sprachforscher in Tibet
- Francke, August Wilhelm (1785–1851), Oberbürgermeister von Magdeburg
- Francke, Bodo (1918–1977), deutscher Maler der abstrakten und konkreten Kunst sowie Vertreter des Konstruktivismus
- Francke, Carl (1843–1931), deutscher Handwerker und Unternehmer
- Francke, Christine (* 1974), deutsche Fußballspielerin
- Francke, Christoph Bernhard († 1729), deutscher Offizier und Kunstmaler
- Francke, David (1787–1859), deutscher Unternehmer
- Francke, Eduard (1842–1917), deutscher Jurist und Politiker (NLP), MdR
- Francke, Eduard (1918–2010), deutscher Fußballspieler (DDR)
- Francke, Ernst (1852–1921), deutscher Journalist, Staatswissenschaftler, Sozialreformer
- Francke, Ernst Carl (1823–1895), deutscher Unternehmer
- Francke, Franz (1796–1837), deutscher Mediziner und praktischer Arzt
- Francke, Franz (1863–1925), sächsischer Generalleutnant
- Francke, Georg Samuel (1763–1840), evangelischer Theologe
- Francke, Gotthilf August (1696–1769), deutscher Theologe und Pädagoge
- Francke, Gregor (1585–1651), deutscher evangelischer Theologe
- Francke, Hans († 1486), deutscher Beamter, Politiker, Dresdner Ratsherr und Bürgermeister
- Francke, Hans-Hermann (1943–2022), deutscher Wirtschaftswissenschaftler
- Francke, Heinrich Friedrich (1805–1848), deutscher Experte für Wasserheilkunde
- Francke, Heinrich Gottlieb (1705–1781), deutscher Jurist
- Francke, Hermann (1822–1898), deutscher Buchhändler, Antiquar und Auktionator
- Francke, Johann (* 1547), deutscher Verleger und Buchhändler
- Francke, Johann Michael (1717–1775), deutscher Bibliothekar
- Francke, Johann Valentin (1792–1830), deutscher Klassischer Philologe
- Francke, Johannes (1604–1684), deutscher Theologe
- Francke, Johannes (1625–1670), deutscher Jurist
- Francke, Karl Gottlob (1807–1861), deutscher Chirurg und Hochschullehrer
- Francke, Karl Philipp (1805–1870), deutscher Politiker
- Francke, Klaus (1936–2020), deutscher Politiker (CDU), MdHB
- Francke, Kuno (1855–1930), deutsch-amerikanischer Germanist
- Francke, Michael († 1707), deutscher Unternehmer
- Francke, Olaf (* 1965), deutscher Autor und Thelemit
- Francke, Otto (1823–1886), deutscher Verwaltungsjurist, Heimatforscher, Stralsunder Bürgermeister (1864–1886)
- Francke, Otto (1855–1930), deutscher Lehrer
- Francke, Paul, deutscher Fußballspieler
- Francke, Paul († 1615), herzoglicher Baumeister in Wolfenbüttel
- Francke, Paul (1862–1950), sächsischer Generalmajor
- Francke, Paul (1893–1957), deutscher Geologe
- Francke, Peter (1897–1978), deutscher Schriftsteller und Drehbuchautor
- Francke, Richard (1886–1947), deutscher Reichsgerichtsrat
- Francke, Robert (1941–2020), deutscher Jurist
- Francke, Rolf (* 1940), deutscher Politiker (CDU), MdHB und Kaufmann
- Francke, Rudolf (1862–1953), evangelischer Theologe und Abgeordneter des Provinziallandtages der Provinz Hessen-Nassau
- Francke, Theodor (1830–1896), preußischer Industrieller und Kolonialhändler
- Francke, Theodor (1858–1925), deutscher Schauspieler
- Francke, Wilhelm (1812–1878), deutscher Rittergutsbesitzer und Politiker (DFP), MdR
- Francke, Wilhelm Franz (1803–1873), deutscher Jurist
- Francke, Wittko (1940–2020), deutscher Chemiker
- Francke-Grosmann, Helene (1900–1990), deutsche Forstwissenschaftlerin
- Francke-Roesing, Charlotte (1863–1942), deutsche Schriftstellerin
- Franckel, Adolf (1823–1896), österreichischer Regisseur und Theaterdirektor
- Francken, Arthur, deutscher Fußballspieler
- Francken, Christian (1550–1611), deutscher Jesuit und später unitarischer Theologe und Schriftsteller
- Francken, Frans II (1581–1642), flämischer Maler und Zeichner des Barock
- Francken, Isabella, flämische Malerin
- Francken, Jock (1906–1994), deutscher Antikenhändler und Erfinder
- Francken, Johann Bernhard von (1668–1746), kurpfälzischer Gesandter und Minister
- Francken, Mannes (1888–1948), niederländischer Fußballspieler
- Francken, Ruth (1924–2006), tschechoslowakisch-amerikanische Künstlerin
- Francken, Theo (* 1978), belgischer Politiker der Nieuw-Vlaamse Alliantie (N-VA)Theo Francken (* 1978)

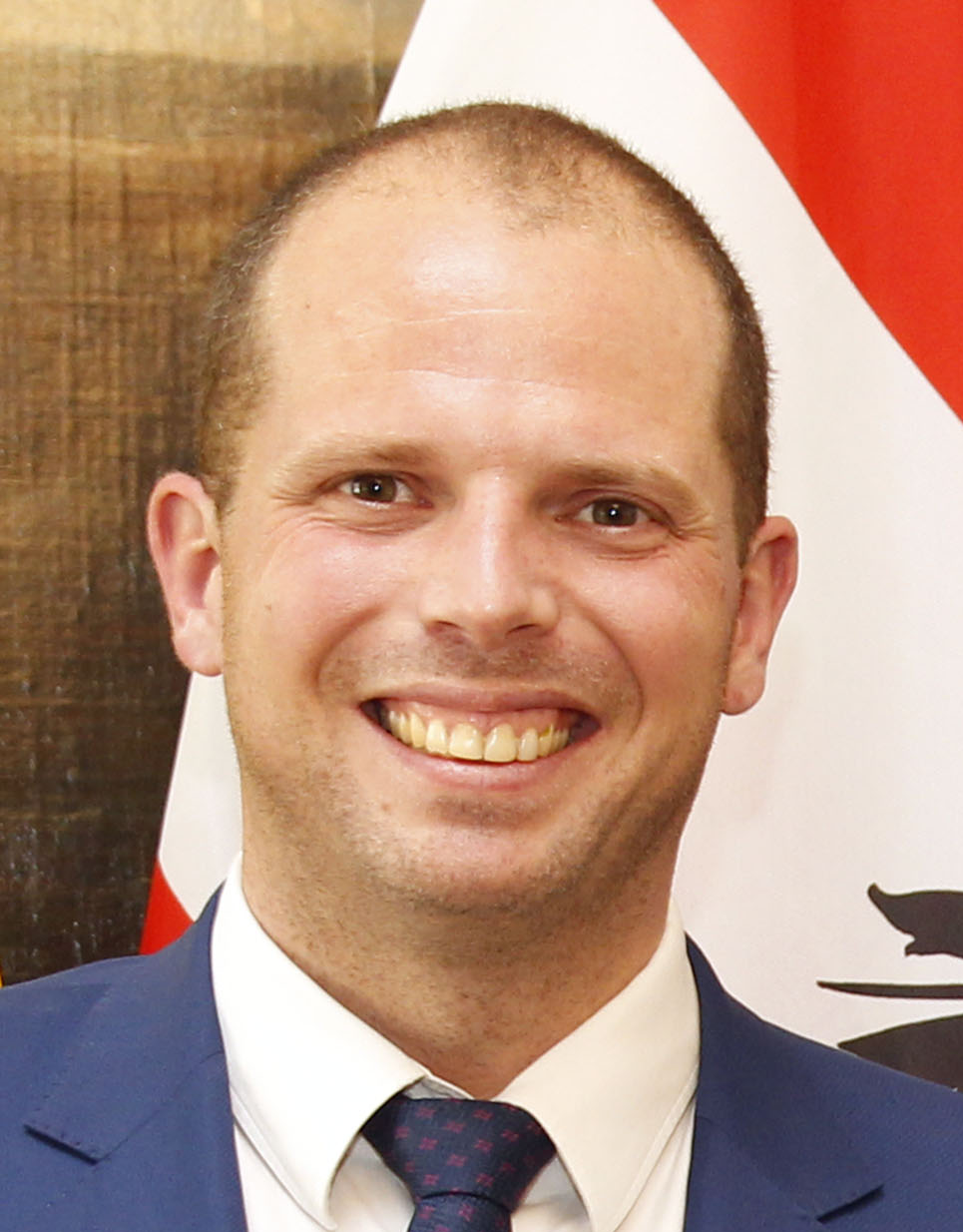
Theo Francken (* 1978)

- Francken-Sierstorpff, Adalbert von (1856–1922), preußisch-deutscher Großgrundbesitzer, Geschäftsmann, Philanthrop und Sportfunktionär
- Francken-Sierstorpff, Alexander von (1861–1907), deutscher Rittergutsbesitzer und Politiker
- Francken-Sierstorpff, Feodor von (1816–1890), deutscher Rittergutsbesitzer und Verwaltungsbeamter
- Francken-Sierstorpff, Friedrich von (1843–1897), deutscher Rittergutsbesitzer und Hofbeamter
- Francken-Sierstorpff, Johannes von (1858–1917), deutscher Rittergutsbesitzer und Hofbeamter
- Francken-Sierstorpff, Johannes von (1884–1945), deutscher römisch-katholischer Gutsbesitzer und Märtyrer
- Franckenberg, Abraham von (1593–1652), schlesischer Mystiker
- Franckenberg, Sylvius Eberhard von (1682–1764), schwedischer und hessen-kasselischer wirklicher Geheimer Rat und Oberamtmann
- Franckenberger, Andreas (1536–1590), deutscher Historiker und Rhetoriker
- Franckenberger, Reinhold (1585–1664), deutscher Historiker
- Franckenstein, Christian Friedrich (1621–1679), deutscher Lehrer, Altphilologe und Historiker
- Franckenstein, Clemens von (1875–1942), deutscher Komponist
- Franckenstein, Georg (1878–1953), österreichischer Diplomat
- Franckenstein, Georg Arbogast von und zu (1825–1890), deutscher Politiker (Zentrum), MdR
- Franckenstein, Georg Freiherr von und zu (1898–1965), deutscher Politiker (CSU), MdL und Landrat
- Franckenstein, Jacob August (1689–1733), deutscher Rechtswissenschaftler und Enzyklopädist
- Franckenstein, Johann Karl von und zu (1610–1691), Bischof des Bistums Worms
- Franckenstein, Johann Karl von und zu (1858–1913), bayerischer Reichsrat und Politiker (Zentrum), MdR
- Franckenstein, Johann Richard von (1608–1675), Dompropst im Bistum Würzburg (1673–1675)
- Franckenstein, Joseph Freiherr von und zu (1910–1963), deutsch-österreichischer Altphilologe, Journalist und Widerstandskämpfer
- Franckenstein, Karl von und zu (1831–1898), österreichischer Diplomat und Botschafter, Mitglied des Herrenhauses
- Franckenstein, Moritz von und zu (1869–1931), deutscher Reichsrat und Politiker (Zentrum, BVP), MdR
- Franckh, Pierre (* 1953), deutscher Schauspieler, Synchronsprecher, Regisseur, Motivationstrainer, Unternehmer und BuchautorPierre Franckh (* 1953)

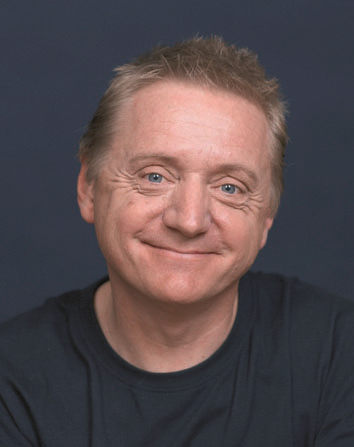
Pierre Franckh (* 1953)

- Franckowiak, Anna (* 1983), deutsche Physikerin
- Francks, Don (1932–2016), kanadischer Schauspieler, Sänger und Musiker
- Francks, Lili (* 1945), kanadische Schauspielerin und Tänzerin
- Francks, Rainbow Sun (* 1979), kanadischer Schauspieler und SängerRainbow Sun Francks (* 1979)

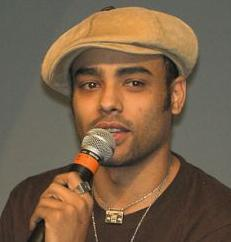
Rainbow Sun Francks (* 1979)

- Francksen, Esther (* 1970), deutsche Schauspielerin
- Francksen, Theodor (1875–1914), deutscher Kunstsammler
- Francksen, Ummo (1920–2020), deutscher Förderer moderner Künste
- Francksen-Kruckenberg, Margarethe (1890–1975), deutsche Malerin und Kunstgewerblerin

### Francl
- Francl, Rudolf (1920–2009), jugoslawischer Opernsänger (Tenor)
- Franclet, Claude (* 1964), französischer Bogenschütze

### Franco
- Franco († 903), Bischof von Lüttich
- Franco, Bischof in Ungarn und Polen
- Franco († 1178), Abt des Benediktinerklosters Liesborn (1162–1178)
- Franco († 1178), Abt des Klosters Liesborn
- Franco Arango, Julio (1914–1980), kolumbianischer römisch-katholischer Geistlicher, Bischof von Duitama
- Franco da Costa de Oliveira Falcão, Manuel (1922–2012), portugiesischer Geistlicher, römisch-katholischer Bischof von Beja
- Franco de Campos, Dilmo (1972–2024), brasilianischer Geistlicher, römisch-katholischer Weihbischof in Anápolis
- Franco Ferreira Pinto Castelo Branco, João (1855–1929), portugiesischer konservativer Politiker
- Franco Manera, Enrique (1920–2009), spanischer Musikkritiker, Pianist, Komponist und bedeutende Führungspersönlichkeit im Hörfunk
- Franco Martínez, César Augusto (* 1948), spanischer römisch-katholischer Geistlicher, emeritierter Bischof von Segovia
- Franco Ocampos, Zenón (1956–2024), paraguayisch-spanischer Schachgroßmeister
- Franco Palos, Mauro, mexikanischer Fußballspieler
- Franco Ramos, Jorge (* 1962), kolumbianischer Schriftsteller
- Franco Sánchez, Juan Fernando (* 1975), kolumbianischer römisch-katholischer Geistlicher, Bischof von Caldas
- Franco Vivas, Oscar Leonardo (* 1969), venezolanischer Künstler
- Franco von Hückeswagen, Graf von Hückeswagen
- Franco von Köln, deutscher Musiktheoretiker
- Franco von Lüttich, europäischer Mathematiker
- Franco y Polo, Carmen (1926–2017), spanische Autorin, Tochter von General Franco
- Franco, Adolfo de Oliveira (1915–2008), brasilianischer Rechtsanwalt und Politiker
- Franco, Afonso Arinos de Melo (1905–1990), brasilianischer Politiker
- Franco, Alan (* 1998), ecuadorianischer Fußballspieler
- Franco, Alfonso (1466–1523), italienischer Maler
- Franco, Anielle (* 1985), brasilianische Pädagogin, Journalistin, Autorin und Aktivistin
- Franco, Antonio (* 1937), italienischer Geistlicher, römisch-katholischer Bischof und Vatikandiplomat
- Franco, Bárbara (* 1974), spanische Schwimmerin
- Franco, Bob (1937–2016), deutscher Schauspieler, Musicaldarsteller und Schlagersänger
- Franco, Carlos (* 1965), paraguayischer Golfer
- Franco, Cesare (1885–1944), italienischer Kirchenmusikkomponist, Organist und Vetter von Cesarino Franco
- Franco, Cesarino (1884–1959), italienischer Flötist und Komponist
- Franco, Claudia (* 1975), spanische Schwimmerin
- Franco, Corine (* 1983), französische Fußballspielerin
- Franco, Corrado (* 1956), italienischer Filmregisseur und Drehbuchautor
- Franco, Daniele (* 1953), italienischer Ökonom
- Franco, Darío (* 1969), argentinischer Fußballspieler und -trainer
- Franco, Dave (* 1985), US-amerikanischer SchauspielerDave Franco (* 1985)

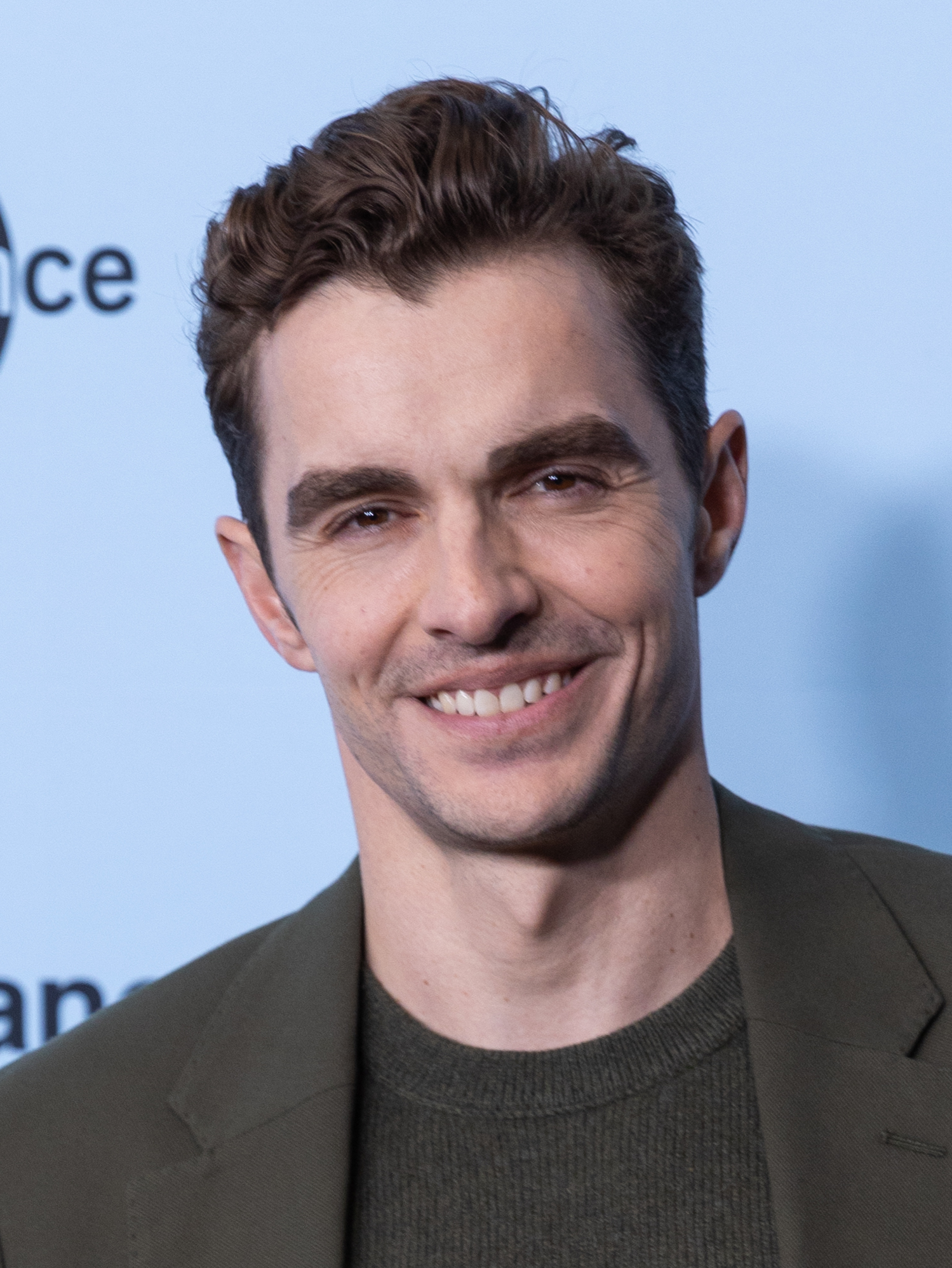
Dave Franco (* 1985)

- Franco, Edgardo (* 1969), panamaischer Musiker und DJ
- Franco, Eduardo (* 1995), US-amerikanischer Schauspieler
- Franco, Eli (* 1953), israelischer Indologe
- Franco, Federico (* 1962), paraguayischer Politiker, Arzt und ehemaliger Präsident von Paraguay
- Franco, Fortunato (1939–2021), indischer Fußballspieler
- Franco, Francesco Maria (1877–1968), italienischer Geistlicher
- Franco, Francisco (1892–1975), spanischer General und DiktatorFrancisco Franco (1892–1975)

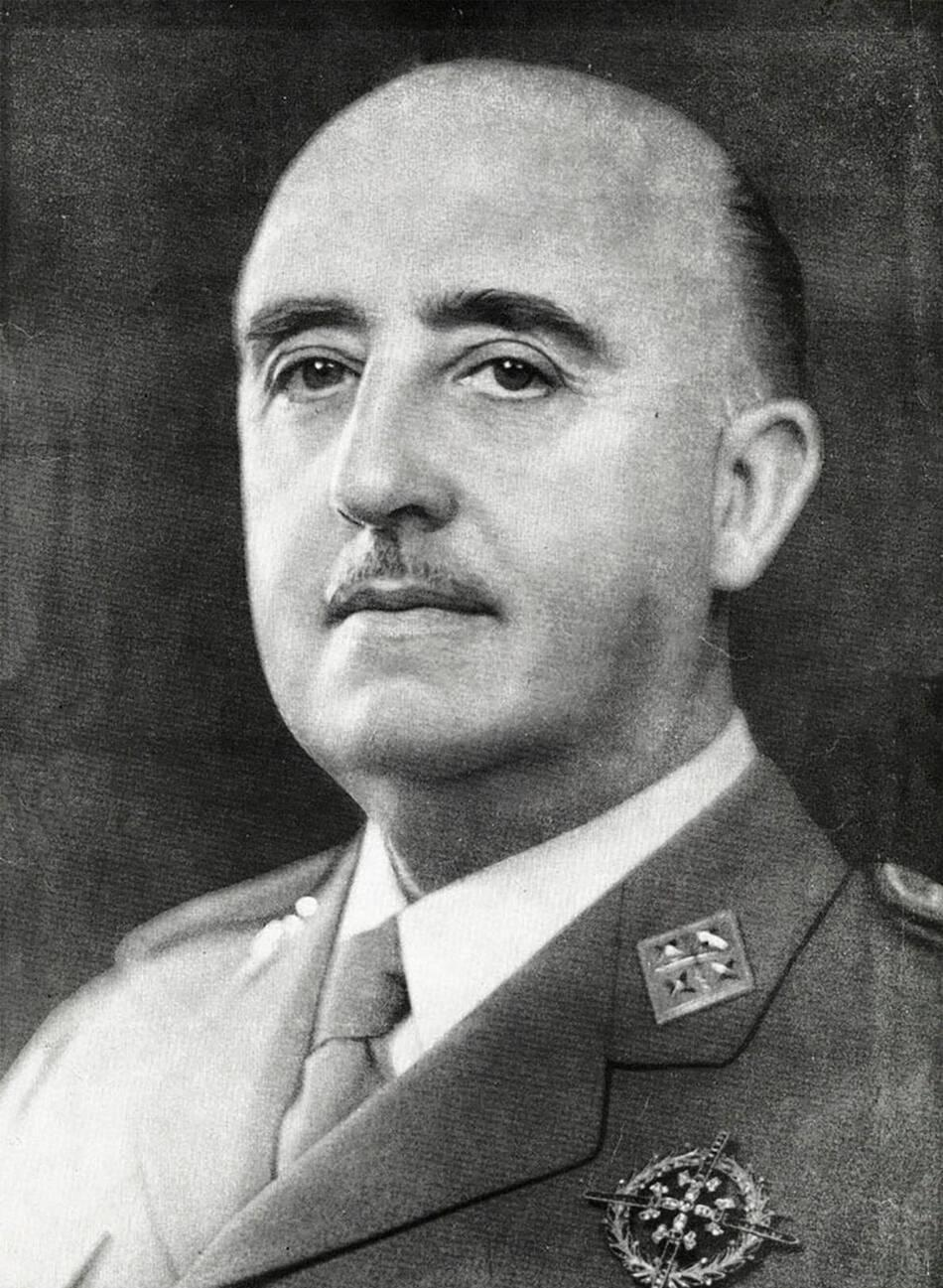
Francisco Franco (1892–1975)

- Franco, Fulvia (1931–1988), italienische Schauspielerin
- Franco, Gabriel Girotto (* 1992), brasilianischer Fußballspieler
- Franco, Gaston (* 1944), französischer Politiker (UPM), Mitglied der Nationalversammlung, MdEP
- Franco, Germaine, US-amerikanische Filmkomponistin, Musikerin und Produzentin
- Franco, Giovanni Battista († 1561), italienischer Maler
- Franco, Giuseppe (* 1981), italienischer katholischer Theologe und Dogmatiker
- Franco, Guilherme (1946–2016), brasilianischer Jazzmusiker
- Franco, Guillermo (1811–1873), ecuadorianischer General und Politiker
- Franco, Guillermo (* 1976), mexikanisch-argentinischer Fußballspieler
- Franco, Hernando (1532–1585), mexikanischer Komponist spanischer Herkunft
- Franco, Itamar (1930–2011), brasilianischer Politiker, Präsident von Brasilien (1992–1995)
- Franco, Iván (* 2000), paraguayischer Fußballspieler
- Franco, James (* 1978), US-amerikanischer Schauspieler, Regisseur, Drehbuchautor und ProduzentJames Franco (* 1978)

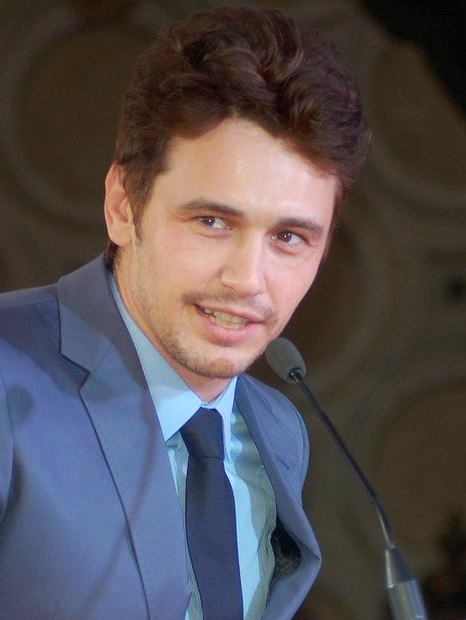
James Franco (* 1978)

- Franco, Jamy (* 1991), guatemaltekische Geherin
- Franco, Jean (1924–2022), britische Literaturwissenschaftlerin und Literaturkritikerin
- Franco, Jeremiah, US-amerikanischer Filmproduzent, Kameramann und Schauspieler
- Franco, Jess (1930–2013), spanischer Regisseur, Drehbuchautor, Filmemacher und Schauspieler
- Franco, Jessy (* 1998), gibraltarischer Leichtathlet
- Franco, José María (* 1978), uruguayischer Fußballspieler
- Franco, Juan Carlos (* 1973), paraguayischer Fußballspieler
- Franco, Larry J. (* 1949), US-amerikanischer Filmproduzent und Filmregisseur
- Franco, Leo (* 1977), argentinischer Fußballtorhüter und -trainer
- Franco, Leryn (* 1982), paraguayische Leichtathletin und Model
- Franco, Luis (1898–1988), argentinischer Schriftsteller
- Franco, Luís Augusto de Oliveira, portugiesischer Offizier und Kolonialverwalter
- Franco, Manuel (1871–1919), paraguayischer Hochschullehrer, Minister und Staatspräsident (1916–1919)
- Franco, María Judith (1925–2017), puerto-ricanische Schauspielerin, Hörspiel- und Synchronsprecherin
- Franco, Marielle (1979–2018), brasilianische Politikerin, Stadträtin in Rio de JaneiroMarielle Franco (1979–2018)

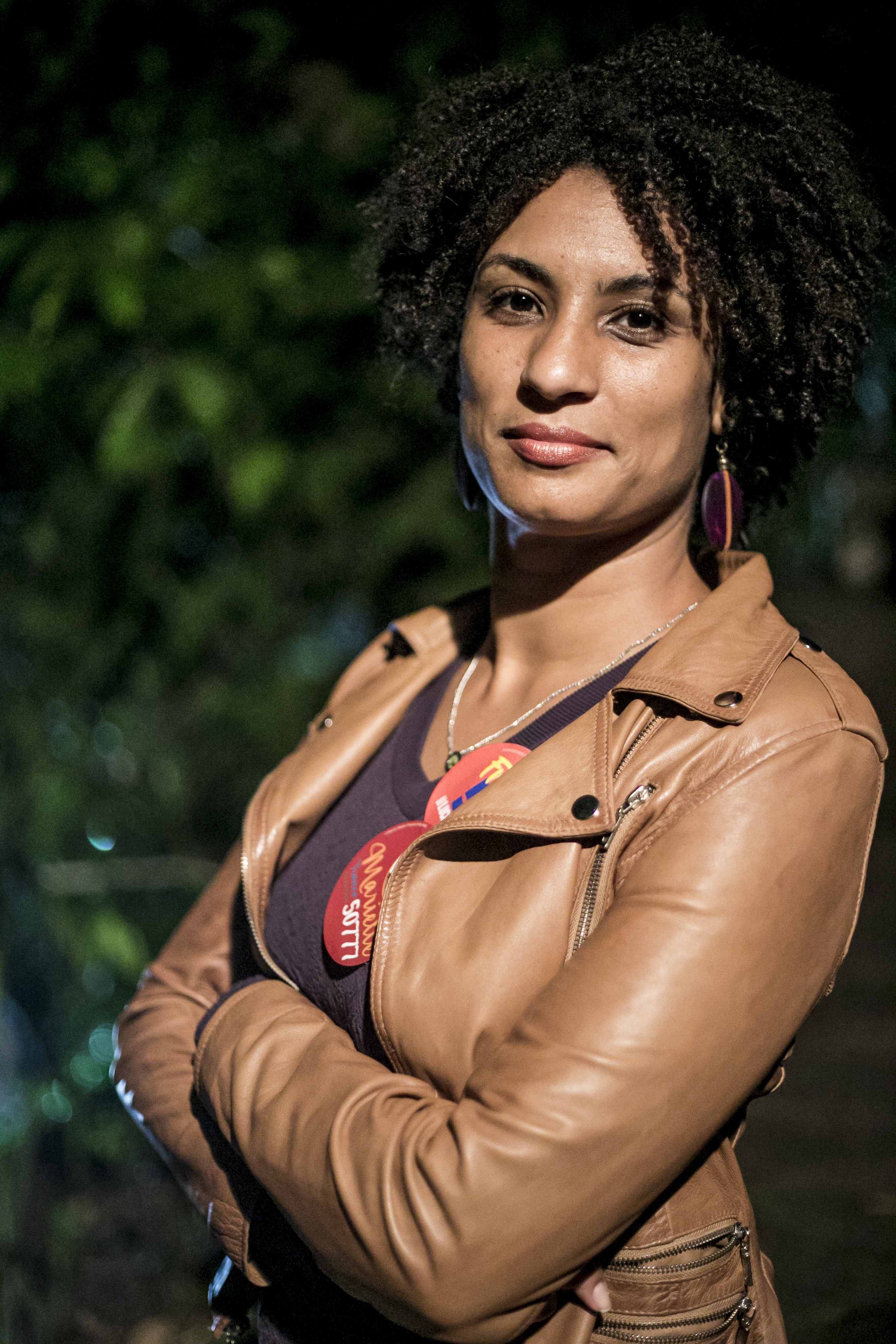
Marielle Franco (1979–2018)

- Franco, Mario (* 1946), italienischer Kurzfilmregisseur
- Franco, Maureen (* 1983), uruguayischer Fußballspieler
- Franco, Michel (* 1979), mexikanischer Filmemacher
- Franco, Ney (* 1966), brasilianischer Fußballtrainer
- Franco, Niccolò (1515–1570), italienischer Dichter
- Franco, Omar, kubanischer Schauspieler
- Franco, Pedro (* 1991), kolumbianischer Fußballspieler
- Franco, Pipí (1912–1978), dominikanischer Sänger und Komponist
- Franco, Pippo (* 1940), italienischer Musiker, Schauspieler und Autor
- Franco, Procopio (* 1970), mexikanischer Marathonläufer
- Franco, Rafael (1896–1973), paraguayischer Major und Staatspräsident (1936–1937)
- Franco, Ramón (1896–1938), spanischer Politiker, Offizier und Flugpionier
- Franco, Robert J., Szenenbildner
- Franco, Roberto (* 1964), italienischer Freestyle-Skisportler
- Franco, Sandro (* 1969), uruguayischer Fußballspieler
- Franco, Santiago (* 1999), uruguayischer Fußballspieler
- Franco, Siron (* 1947), brasilianischer bildender Künstler
- Franco, Tatiana (* 2002), paraguayische Handballspielerin
- Franco, Vasili (* 1992), russisch-deutscher Verwaltungswissenschaftler und Politiker (Bündnis 90/Die Grünen)
- Franco, Veronica (1546–1591), italienische Dichterin und KurtisaneVeronica Franco (1546–1591)

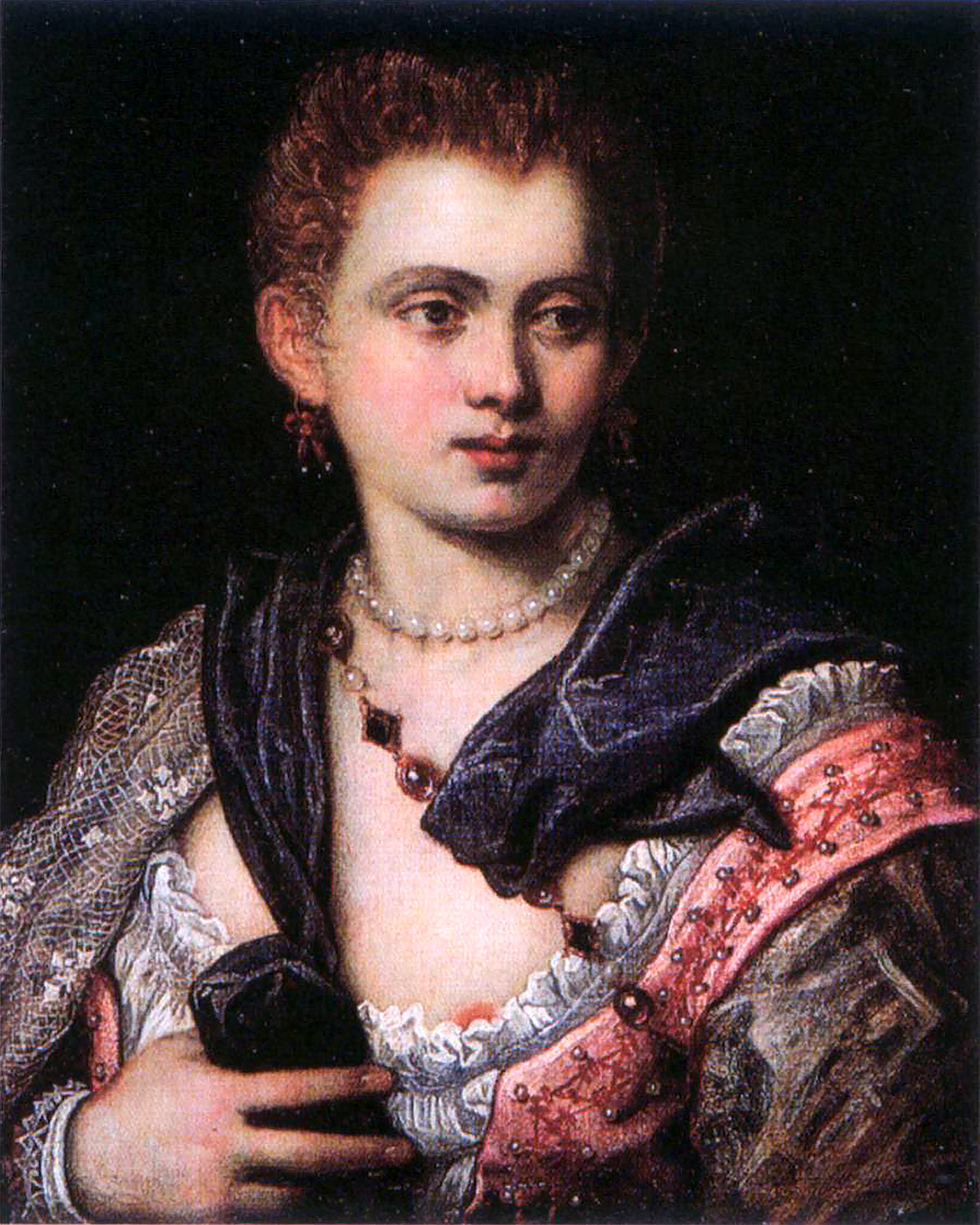
Veronica Franco (1546–1591)

- Franco, Vicente, spanischer Filmregisseur und Kameramann
- Franco, Vincenzo (1917–2016), italienischer Geistlicher, Erzbischof von Otranto
- Franco, Vinicio (1933–2020), dominikanischer Sänger
- Franco, Yamilé (* 1992), mexikanische Fußballspielerin
- Franco-Mendes, David (1713–1792), jüdischer Dichter
- Franco126 (* 1992), italienischer Rapper und Indie-Musiker
- Francœur, François (1698–1787), französischer Komponist und Violinist
- Francœur, Jacques (1925–2005), französisch-kanadischer Geschäftsmann und Journalist
- Francœur, Louis (1692–1745), französischer Komponist und Violinist
- Francoeur, Louis-Benjamin (1773–1849), französischer Mathematiker
- François Baffard (1655–1726), Genealoge, Augustiner-Barfüsser
- François Baldi, Atilio (1922–1997), uruguayischer Radrennfahrer
- François de Bourbon (1542–1592), Herzog von Montpensier, Gouverneur des Languedoc und der Normandie
- François de Bourbon, comte de Vendôme (1470–1495), Graf von Vendôme
- François de Bourbon, comte d’Enghien (1519–1546), Graf von Enghien
- François de Neufchâteau, Nicolas-Louis (1750–1828), französischer Politiker und Dichter
- François I. de Luxembourg, französischer Adliger und Militär, Gouverneur der Provence
- François I. d’Orléans-Longueville (1447–1491), französischer Adliger, Großkammerherr von Frankreich, Gouverneur von Normandie und Dauphiné
- François II. de Clèves, duc de Nevers (1540–1562), Herzog von Nevers
- François II. d’Orléans-Longueville (1478–1513), Herzog von Longueville
- François, Alexander von (1813–1861), deutscher Verwaltungsjurist und Landrat des Kreises Demmin
- François, Alexis (1877–1958), Schweizer Romanist
- François, Alphonse (1814–1888), französischer Kupferstecher
- François, André (* 1964), vincentischer Leichtathlet
- François, Ange (1800–1867), belgischer Historien-, Genre- und Tiermaler
- François, Auguste (1857–1935), französischer Diplomat und Fotograf
- François, Bruno von (1818–1870), preußischer Generalmajor
- François, Charles (1882–1958), deutscher Filmschauspieler
- François, Claude (1939–1978), französischer Komponist und ChansonnierClaude François (1939–1978)

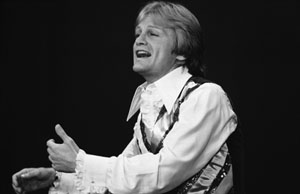
Claude François (1939–1978)

- François, Claudine (* 1948), französische Jazzmusikerin (Piano)
- François, Curt von (1852–1931), deutscher Militär; Gründer Windhoeks
- François, Déborah (* 1987), belgische Schauspielerin
- François, Étienne (* 1943), französisch-deutscher Historiker
- Francois, Felix (* 1990), schwedischer Leichtathlet
- François, Frédéric (1935–2020), französischer Linguist
- François, Frédéric (* 1950), italienischer Sänger und Komponist
- François, Gustav von (1815–1877), preußischer Generalmajor und zuletzt Kommandant der Festung Weichselmünde und Neufahrwasser
- François, Guy (1947–2019), haitianischer Fußballspieler
- François, Hardy von (1879–1951), deutscher Schauspieler und Intendanzrat
- François, Hermann von (1856–1933), preußischer General der Infanterie im Ersten WeltkriegHermann von François (1856–1933)

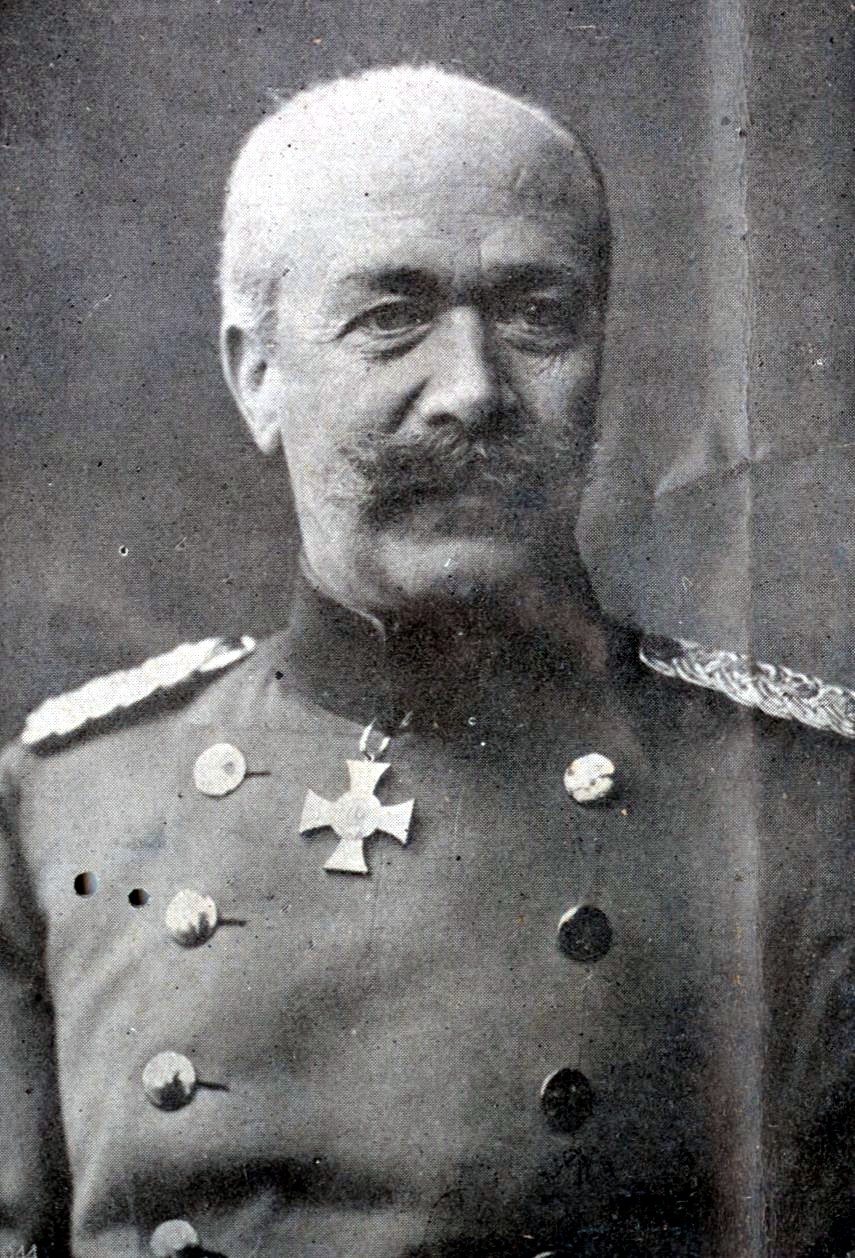
Hermann von François (1856–1933)

- François, Hugo von (1861–1904), Offizier der deutschen Schutztruppe in der ehemaligen Kolonie Deutsch-Südwestafrika, dem heutigen Namibia
- François, Jacques (1920–2003), französischer Theater- und Film-Schauspieler
- François, Jean (1722–1791), französischer Benediktiner, Historiker und Romanist
- Francois, Jean (* 1980), US-amerikanischer Basketballspieler
- François, Jean-Charles (1717–1769), französischer Kupferstecher
- François, Jean-Pierre (* 1965), französischer Fußballspieler und Schlagersänger
- François, Joseph Michel (1957–2017), haitianischer Stürzer von Jean-Bertrand Aristide (1991) und 1994 am Raboteau-Massaker beteiligt
- François, Jules (1907–1984), belgischer Augenarzt
- François, Julien (* 1979), französischer Fußballspieler
- François, Juliette (1925–2007), luxemburgische Schauspielerin
- François, Karl von (1785–1855), preußischer Generalleutnant
- François, Louis, französischer Autorennfahrer
- François, Louise von (1817–1893), deutsche Erzählerin und Schriftstellerin
- Francois, Mark (* 1965), britischer Politiker der Conservative Party
- François, Michel (* 1956), belgischer Bildhauer und Installationskünstler
- François, Pierre Joseph Célestin (1759–1851), belgischer Historienmaler
- François, Roger (1900–1949), französischer Gewichtheber
- François, Samson (1924–1970), französischer Pianist und Komponist
- François, Sandrine (* 1980), französische Sängerin
- François, Wilhelm (1878–1955), deutscher Handwerker und Politiker (WP), MdR
- François-Cerrah, Myriam (* 1982), britisch-französische JournalistinMyriam François-Cerrah (* 1982)

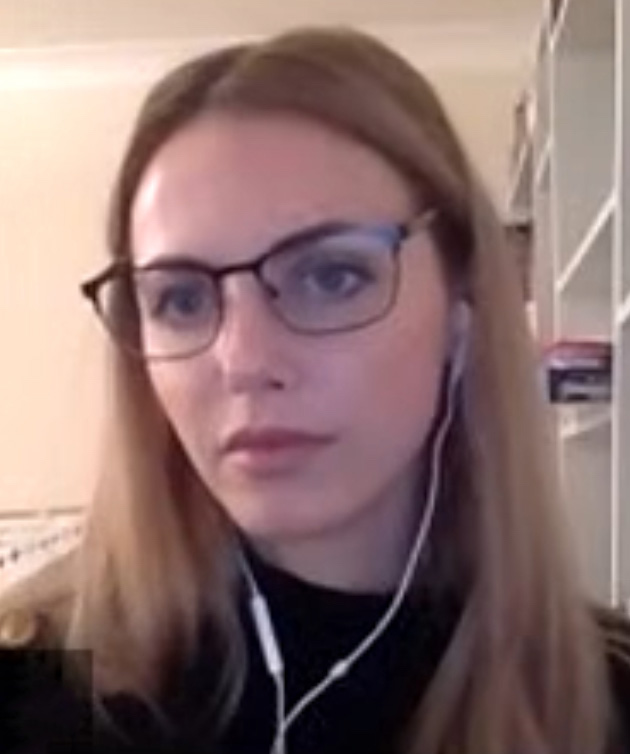
Myriam François-Cerrah (* 1982)

- François-Geiger, Denise (1934–1993), französische Linguistin und Romanistin
- François-Marsal, Frédéric (1874–1958), französischer Bankier und Politiker
- François-Poncet, André (1887–1978), französischer Politiker und Diplomat
- François-Poncet, Jean (1928–2012), französischer Diplomat und Politiker
- Françoise d’Alençon († 1550), französische Adlige
- Françoise de Dinan (1436–1500), bretonische Adlige und Erbin, Erzieherin von Anne de Bretagne
- Françoise d’Orléans-Longueville (1549–1601), Prinzessin von Geblüt und Hugenottin
- Françoise, Emmanuel (* 1987), französischer Fußballspieler
- Francolin, Johann von (1522–1580), Heraldiker
- Francolini, Fabio (* 1986), italienischer Speedskater
- Francolini, Felice (1809–1896), italienischer Ingenieur und Architekt
- Francolino Slepak, Victoria Eugenia, uruguayische Diplomatin
- Francolm, Isaac Ascher (1788–1849), jüdischer Prediger und religiöser Lehrer
- Françon, Maurice (1913–1996), französischer Physiker
- Francon, Mellie (* 1982), Schweizer Snowboarderin
- Francon, Olga, französische Bogenbiathletin
- Francona, Terry (* 1959), US-amerikanischer Baseballmanager
- Francone, Tommaso Maria (1732–1799), italienischer Geistlicher, römisch-katholischer Bischof von Umbriatico und Erzbischof von Manfredonia
- Franconetti, Silverio (1831–1889), Flamenco-Sänger
- Franconi, Francesco, Schweizer Motorradrennfahrer
- Franconi, Ippolito (1593–1653), italienischer römisch-katholischer Bischof
- Franconi-Poretti, Elsa (1895–1995), Schweizer Politikerin
- Francony, Jacques de (1899–1942), französischer Autorennfahrer
- Francotte, Henri (1856–1918), belgischer Althistoriker
- Francotte, Jupp (1920–1944), niederländischer Widerstandskämpfer im Zweiten Weltkrieg
- Francou, Jean (1920–2013), französischer Politiker
- Francouz, Pavel (1932–1995), tschechischer Schriftsteller
- Francouz, Pavel (* 1990), tschechischer Eishockeytorwart
- Francová, Irena (* 1970), tschechische Skibobfahrerin
- Francovich, Riccardo (1946–2007), italienischer Mittelalterarchäologe

### Francq
- Francq van Berkhey, Johannes le (1729–1812), niederländischer Naturforscher, Dichter und Maler
- Francq, Philippe (* 1961), belgischer Comiczeichner
- Francqui, Lucien Emile (1863–1935), belgischer Afrikaforscher und Staatsmann

### Francu
- Francucci, Innocenzo, italienischer Maler

### Francz
- Francz, Robert (* 1978), deutscher Eishockeyspieler
- Franczak, Fran (* 2007), polnischer Fußballspieler
- Franczyk, Bogdan (* 1955), polnisch-deutscher Informatiker und Hochschullehrer